# Nahostkonflikt

Israel
Gazastreifen und Westjordanland
Arabische Staaten, die an einem Krieg gegen Israel beteiligt waren
weitere Mitglieder der Arabischen Liga

Als Nahostkonflikt bezeichnet man den Konflikt um die Region Palästina, der dort zu Beginn des 20. Jahrhunderts zwischen Juden bzw. jüdischen Israelis und muslimischen Arabern bzw. Palästinensern entstand. Er führte wiederholt zu Kriegen zwischen dem am 14. Mai 1948 gegründeten Staat Israel und einigen seiner Nachbarstaaten (israelisch-arabischer Konflikt) sowie zu zahlreichen bewaffneten Auseinandersetzungen zwischen Israelis und Palästinensern (israelisch-palästinensischer Konflikt). Der internationale Konflikt in der Region dauert bis heute an.

## Entstehung und Verlauf

### Vorgeschichte (bis 1919)
Die geografische Bezeichnung „Naher Osten“ umfasst im weitesten Sinn die gesamten außereuropäischen Besitzungen des Osmanischen Reiches und Iran. Im engeren Sinn wird er jedoch nur für dessen arabische Provinzen verwendet.
Palästina bestand seit dem 16. Jahrhundert bis 1917 aus Verwaltungsbezirken Großsyriens, das zum Osmanischen Reich gehörte. Der südliche Teil gehörte zum Verwaltungsgebiet Jerusalem, der nördliche zum Verwaltungsgebiet Beirut, der transjordanische Teil zum Verwaltungsgebiet Syrien.

Osmanisches Reich um 1900

#### Beginn der Aufteilung des Osmanischen Reiches
Im Krimkrieg (1853–1856) verhinderten Großbritannien und Frankreich, dass die osmanische Türkei dem Expansionsstreben des Russischen Kaiserreichs in Richtung Mittelmeer erlag. Im Berliner Vertrag von 1878, der die Balkankrise der 1870er Jahre beendete, verpflichteten sich die europäischen Staaten zum wiederholten Mal, sich nicht mehr in die inneren Angelegenheiten des Osmanischen Reichs einzumischen. Dazu gehörten die Länder des Nahen Ostens und der Maghreb. Nicht in der Lage, von sich aus mit dem Tempo der Modernisierung in den westlichen Staaten mitzuhalten, geriet das Osmanische Reich jedoch in immer stärkere Abhängigkeit von der Gunst und Unterstützung der europäischen Großmächte.

Historische Bedeutung von „Naher Osten“: Gebiete des Osmanischen Reiches außerhalb Europas

Nationalistische Bewegungen führten 1908 zur Gründung Bulgariens und Rumäniens. Infolge der Balkankriege 1912/13 verlor das Osmanische Reich im Frieden von Bukarest und von Konstantinopel den größten Teil seiner europäischen Territorien. Zuvor hatte bereits Italien im Italienisch-Türkischen Krieg von 1911/12 einen Teil der osmanischen Besitztümer in Nordafrika und den Dodekanes besetzt. Zunächst erschien das verbliebene Osmanische Reich seinen muslimischen Bewohnern noch als Garant der politischen Unabhängigkeit einer muslimischen Welt. Aber es war längst hoch verschuldet und hat nach einem Staatsbankrott 1875 die Einrichtung der Osmanischen Schuldenverwaltung akzeptieren müssen. Mit diesem Amt, das einen großen Teil der Steuereinnahmen kontrollierte, hatten europäische Staaten auch die faktische Kontrolle über alle Regierungsbeschlüsse übernommen, die finanzielle Auswirkungen hatten. Auch Tunesien war hoch verschuldet. Es wurde 1881 von französischen Truppen besetzt. Ägyptens Baumwolle und der 1869 eröffnete Suezkanal waren für europäische Investoren gewinnbringend, während der verschuldete ägyptische Staat unter eine europäische Finanzkontrolle geriet. Als die Urabi-Bewegung nationalistische Züge annahm, handelte Großbritannien: 1882 besetzten britische Truppen Ägypten. Mit Tunesien und Ägypten hatten die europäischen Mächte begonnen, ihre Interessensphären im Osmanischen Reich noch vor dessen Ende abzustecken. Spanien und Frankreich teilten sich Marokko.
Bis zum Ende des Osmanischen Reichs entwickelte die ansässige arabische Bevölkerung kaum eine eigene nationale Identität. Nur in einigen Großstädten des Nahen Ostens bildeten Teile der arabischen Bildungsschicht seit etwa 1860 eine Opposition gegen die osmanische Herrschaft, aus der ab 1914 der Panarabismus hervorging.

#### Zionistische Einwanderung nach Palästina
Im letzten Drittel des 19. Jahrhunderts entstand der Zionismus als jüdische Nationalbewegung, die für die Juden ebenso wie für europäische Völker den Status einer eigenen Nation mit dem Recht auf ein eigenes Staatsgebiet beanspruchte. In seiner Programmschrift Der Judenstaat von 1896 streifte Theodor Herzl, der Begründer des politischen Zionismus, die Möglichkeit einer jüdischen Staatsbildung in Argentinien, konzentrierte sich dann aber auf Palästina. 1897 wurde auf seine Initiative in Basel die Zionistische Organisation gegründet, die sich seit 1960 Zionistische Weltorganisation (WZO) nennt. Beim ersten Zionistenkongress erklärten etwa 200 Delegierte aus 17 Staaten die Schaffung einer öffentlich-rechtlich gesicherten „nationalen Heimstätte“ für das jüdische Volk in Palästina zum Ziel des Zionismus (Basler Erklärung).
1882 lösten landesweite Pogrome gegen Juden in Russland eine erste Auswanderungswelle (Alija) russischer Juden nach Palästina aus. Erst nachdem auf dem 8. Zionistenkongress in Den Haag im Jahre 1907 die Gründung eines Palästinaamtes in Jaffa beschlossen wurde, begann die systematische jüdische Ansiedlung, die auf eine künftige jüdische Staatsbildung in der Region abzielte. Dafür wurde auch die zweite Alija (1904 bis 1914) von der WZO gefördert. Nur ein kleiner Teil der ersten jüdischen Einwanderung lebte in landwirtschaftlichen Siedlungen. Jerusalem war ein Hauptziel, und bereits 1896 stellten Juden dort die ethnische Mehrheit dar. Die Ansiedlung in Jerusalem und der ausgedehnte Landkauf führten zu Übergriffen und zu Protesten arabischer Einwohner Jerusalems und des arabischen Landadels bei den osmanischen Behörden. 1909 gründeten jüdische Siedler zu ihrem Schutz die paramilitärische HaSchomer, die in Israel als Vorläufer der Haganah und damit der israelischen Armee gilt. 1914 lebten etwa 600.000 Araber und etwa 85.000 Juden in Palästina. Deren Zahl nahm im Ersten Weltkrieg auf etwa 56.000 ab, sodass Juden 1918 weniger als zehn Prozent der Bevölkerung Palästinas bildeten.

#### Erster Weltkrieg
Im Ersten Weltkrieg unterstützte Großbritannien den arabischen Nationalismus für seine Kolonialinteressen, um das mit dem Deutschen Reich und Österreich-Ungarn verbündete Osmanische Reich zu schwächen. In der sogenannten Hussein-McMahon-Korrespondenz von 1915/1916 versprach der britische Hochkommissar in Ägypten, Henry McMahon, daher dem Großscherifen von Mekka, Hussein ibn Ali, Großbritannien werde die Unabhängigkeit der Araber anerkennen, um diese im Gegenzug zur Hilfe im Kampf gegen die Türken, die ohnehin von den Arabern als ungeliebte Besatzungsmacht gesehen wurden, zu bewegen. Zudem unterstützte Lawrence von Arabien die von den Briten forcierte Arabische Revolte 1916–1918 gegen das Osmanische Reich.
Mit der Balfour-Deklaration 1917 sagte die Regierung gleichzeitig auch der World Zionist Organization (WZO) Unterstützung für den Aufbau einer „nationalen Heimstätte für das jüdische Volk in Palästina“ zu. Dabei sollten die bürgerlichen und religiösen Rechte der dort ansässigen nichtjüdischen Bevölkerung gewahrt werden. Von einem jüdischen Staat war hingegen zwar nicht explizit die Rede, dies wurde aber teilweise anders aufgefasst und später sowohl von den Arabern, denen von McMahon ein eigener Nationalstaat zuerkannt wurde, als auch von Teilen der jüdischen Bevölkerung, die darin die Zustimmung zu einem jüdischen Staat sahen, als Vertrauensbruch angesehen. Nachdem britische Truppen 1918 Palästina erobert hatten, versprach die britische Regierung, Palästinas Unabhängigkeit zu fördern. Die Jüdische Legion, bestehend aus fünf Bataillonen jüdischer Freiwilliger, kämpfte im Ersten Weltkrieg ebenfalls auf Seiten der britischen Armee gegen das Osmanische Reich.
Im Hintergrund hatte Großbritannien in dem geheimen Sykes-Picot-Abkommen jedoch auch mit Frankreich bereits einen Aufteilungsplan abgesprochen, in dem die Unabhängigkeit sowohl eines arabischen, als auch jüdischen Staates in keiner Weise wirklich in Betracht gezogen wurde. Somit bahnte sich schon hier langsam ein schwelender Konflikt heran: Den Arabern hatte man auf der einen Seite in der Hussein-McMahon-Korrespondenz einen eigenen arabischen Nationalstaat versprochen, wenn sie die Briten im Kampf gegen ihre Besatzer, die Osmanen, unterstützten. Viele Juden lasen hingegen auf der anderen Seite aus der Balfour-Deklaration ebenfalls das Recht auf einen eigenen Staat, oder zumindest das Recht auf die Besiedlung der Region Palästina heraus. Hinter den Kulissen hatten Großbritannien und Frankreich jedoch bereits das Gebiet unter sich aufgeteilt. Dies führte schließlich zu einer wachsenden Rivalität zwischen Arabern und Juden in der Region, sowie einem stärker werdenden Widerstand gegen die westlichen Großmächte, die ihre Versprechen beiden Parteien gegenüber zu großen Teilen nicht eingelöst hatten.

### Mandatszeit und Zweiter Weltkrieg (1920–1948)

#### Britische Mandatszeit
Briten und Araber eroberten im Ersten Weltkrieg das osmanische Syrien. Auch die osmanische Provinz, auf deren Gebiet später der Irak gegründet wurde, wurde von den Briten besetzt. Emir Faisal bildete in Damaskus eine provisorische arabische Regierung. 1919 wurde er vom 1. Allsyrischen Kongress als König eines Königreich Syriens anerkannt, wozu auch Palästina und der Libanon zählten. Die arabische Nationalbewegung forderte ihre von den Briten versprochene Unabhängigkeit.
Auf der Pariser Friedenskonferenz 1919 schloss die WZO mit dem Emir Faisal das Faisal-Weizmann-Abkommen, in dem die arabische Delegation einem jüdischen Staat im Raum Palästinas zustimmte, sobald die Araber die ihnen versprochene Unabhängigkeit erhalten würden, und sofern sie die Hoheit über die islamischen Heiligtümer behielten. Doch 1920 übergab der neu gegründete Völkerbund ein Völkerbundsmandat für Palästina an Großbritannien, das eine direkte Herrschaft der Briten über Palästina vorsah. Die britische Regierung sah sich weiterhin nicht an die jüdisch-arabische Vereinbarung gebunden.
Seit 1920 gewann Mohammed Amin al-Husseini, Präsident des obersten islamischen Rats und Großmufti von Jerusalem, die Führung in der Bewegung des arabischen Nationalismus. Er lehnte weiteren Zuzug jüdischer Siedler aus Europa nach Palästina nun als Mittel der Briten ab, ihre Kolonialherrschaft im Nahen Osten zu festigen.
Auch wenn es schon vor der zionistischen Bewegung jüdische Siedlungen in Palästina gegeben hatte, entstanden durch die Einwanderung nun erste Konflikte mit den dort ansässigen Arabern. Die Mandatszeit war geprägt durch eine Erstarkung militanter (Palästinensisch-)nationalistischer Gruppen. Konflikte rührten etwa daher, dass arabische Großgrundbesitzer ihr Land an Juden verkauften, es aber diesen überließen, die dort ansässige arabische Bevölkerung zu vertreiben, die sich so von den Juden verjagt fühlten. Der antijüdische Einfluss unter den Arabern stieg, die arbeitslosen Massen wurden aufgewiegelt, angestachelt vom Neid um die Entwicklungen in der Landwirtschaft, im Städtebau und in der Infrastruktur. Des Weiteren stellten die schnell entstandenen jüdischen Unternehmen zum Teil nur Juden ein, wodurch sich die arabische Bevölkerung benachteiligt sah, da sie an dem neuen Wohlstand nicht teilhaben durfte.
Zu Pogromen unmittelbar nach dem Ersten Weltkrieg zählen die Nabi-Musa-Unruhen in Jerusalem im April 1920 sowie die Unruhen von Jaffa im Mai 1921. Das judenfeindliche Massaker von Hebron von 1929 konnte nur durch das Einschreiten der britischen Polizei gestoppt werden und führte zur vollständigen Vertreibung aller Juden aus Hebron. In Jerusalem, Haifa und Jaffa kam es zu gewaltsamen Übergriffen militanter Juden gegen Araber. 1936 entwickelte sich ein arabischer Generalstreik zum dreijährigen Großen Arabischen Aufstand bis 1939. Infolgedessen erhielt die paramilitärische jüdische Schutzorganisation Haganah zahlreichen Zulauf. Im Laufe der Dreißigerjahre wurden als extremistische Abspaltungen der Haganah der Irgun und als dessen Ableger die Stern-Gruppe gegründet, die als Terrororganisationen angesehen wurden (siehe dazu Geschichte der jüdischen Streitkräfte in Palästina).

#### Zweiter Weltkrieg und Holocaust
Die nationalsozialistische Judenverfolgung, die unmittelbar nach der Machtergreifung Hitlers einsetzte und sich in den folgenden Jahren zum Holocaust steigerte, gab dem Zionismus einen entscheidenden Anstoß. Auf der Konferenz von Évian im Juli 1938 weigerten sich die Vertreter von 32 Nationen, jüdische Flüchtlinge aus Deutschland und Österreich, das einige Monate zuvor an das Deutsche Reich „angeschlossen“ worden war, aufzunehmen. Manche von ihnen zogen nun nach Eretz Israel und konnten auf diese Weise dem Völkermord in Europa entkommen. Allerdings konnten sie sich zunehmend auch in Palästina nicht sicher fühlen: Viele Araber im Mandatsgebiet ergriffen im Laufe des Zweiten Weltkriegs für die Deutschen Partei. Am 28. November 1941 trafen sich Hitler und der Mufti von Jerusalem, Mohammed Amin al-Husseini in Berlin, um über die „Judenfrage“ zu diskutieren. Der Mufti lobte Hitler als den „von der gesamten arabischen Welt bewunderten Führer“ und forderte von den Nazis Luftangriffe auf Tel Aviv.
Im Juli 1942, während des Afrikafeldzugs, erhielt eine SS-Einsatzgruppe unter dem Kommando von SS-Obergruppenführer Walther Rauff Instruktionen von Rommels Stab, nach einer etwaigen Eroberung Palästinas außerhalb der Jurisdiktion der Wehrmacht alle dort ansässigen Juden zu töten. Ähnliche Instruktionen hatten vor dem deutschen Überfall auf die Sowjetunion die Einsatzgruppen erhalten, die sowjetischen Juden zu ermorden.
Die Araber erkannten die Verbrechen, die im Holocaust an den Juden begangen wurden, durchaus an. 1944 trafen sich die Staatsoberhäupter von Ägypten, Transjordanien, dem Libanon, Syrien und dem Irak in Alexandria und verabschiedeten ein Protokoll, das unter anderem die Gründung einer gemeinsamen Liga vorsah. Darin betonten sie, niemand bedauere die Leiden, die den Juden derzeit zugefügt wurden, mehr als sie.

„Aber die Angelegenheit dieser Juden sollte nicht mit dem Zionismus verwechselt werden. Denn es kann kein größeres Unrecht und keine größere Aggression geben, als wenn das Problem der Juden Europas durch ein anderes Unrecht gelöst wird, indem den Arabern Palästinas unterschiedlicher Religionen und Konfessionen Unrecht getan wird.“

### Israel zwischen der Staatsgründung 1948 und 1966

#### UN-Teilungsplan für Palästina (1947)

Teilungsplan der Vereinten Nationen von 1947

Die Briten kündigten in Folge des Zweiten Weltkrieges an, ihr Mandat über Palästina aufgeben zu wollen, da sie angesichts ihrer durch den Krieg verursachten schweren Situation und der anhaltenden, zum Teil gewaltsamen Proteste in Palästina nicht weiter willens und in der Lage waren, das Mandat zu halten. Sie übergaben die Entscheidung über das weitere Vorgehen der UNO, die am 29. November 1947 mit einer Zweidrittelmehrheit in der Generalversammlung der Vereinten Nationen für den durch die UNSCOP vorgeschlagenen Teilungsplan (UN-Resolution 181) stimmte, der Westpalästina in einen jüdischen und einen arabischen Staat teilen sollte. Von dem Gebiet der Nationalen Heimstätte für einen jüdischen Staat sollten weitere 40 Prozent abgespalten werden.
Mit dem Ziel, tatsächlich einen unabhängigen jüdischen Staat zu gründen und den Überlebenden des Holocausts und der jüdischen Diaspora eine Heimat zu schaffen, akzeptierten große Teile der jüdischen Bevölkerung und die Jewish Agency, eine Art Vorgängerregierung des Staates Israel, den Plan. Die radikalen Nationalisten wie Menachem Begin (Irgun) oder Jitzhak Schamir (Lechi) lehnten den Plan ab – ihnen ging er nicht weit genug.
Vor allem die arabischen Führer lehnten den Plan jedoch ab. Neben der generellen Ablehnung eines jüdischen Staates geschah dies mit der Begründung, der Plan verletze die Rechte der Mehrheitsbevölkerung in Palästina, die zu diesem Zeitpunkt zu 67 Prozent nicht-jüdischen Religionen angehörten. Ende 1946 hatte Palästina knapp 2 Mio. Einwohner, wovon nur etwa 603.000 Juden waren. Sie empfanden den Plan als Katastrophe. Kritisiert wurden die Menge und die Qualität des Landes, das den Juden zugeteilt wurde. In der Folgezeit kam es im Mandatsgebiet zu zahlreichen Überfällen und Anschlägen durch irreguläre jüdische und arabische Kräfte.

#### Staatsgründung Israels (1948) / Palästinakrieg (1948/49)
Auf Grund der bürgerkriegsähnlichen Zustände wollten die Briten ihre Truppen frühzeitig abziehen und das Mandat für Palästina am 14. Mai 1948, einem Freitag, um Mitternacht niederlegen. So versammelte sich der Jüdische Nationalrat im Haus des ehemaligen Bürgermeisters Dizengoff in Tel Aviv um 16 Uhr noch vor Sonnenuntergang und damit vor Beginn des Sabbat. Unter einem Porträt des Begründers der zionistischen Bewegung, Theodor Herzl, verkündete David Ben-Gurion in der israelischen Unabhängigkeitserklärung „kraft des natürlichen und historischen Rechts des jüdischen Volkes und aufgrund des Beschlusses der UNO-Vollversammlung“ die Errichtung des Staates Israel. Elf Minuten später erkannten die USA den neuen Staat an, die Sowjetunion folgte am 16. Mai. Die Türkei unter Staatspräsident İsmet İnönü erkannte Israel als erster muslimischer Staat sofort an und nahm diplomatische Beziehungen zu dem Staat auf (später entwickelte sich eine Bündnispartnerschaft zwischen den beiden Staaten), ebenso tat dies der Staat Iran unter Schah Mohammad Reza Pahlavi (siehe unter Verhältnis zwischen Israel und Iran). Am Tag darauf begann dann der erste arabisch-israelische Krieg.
Der Bürgerkrieg, der einen Tag nach der Verkündung des UN-Teilungsplans am 30. November 1947 begonnen hatte und durch zahlreiche wechselseitige Terroranschläge radikaler Zionisten und arabischer Nationalisten gekennzeichnet war, steigerte sich am 15. Mai 1948 kurz nach der israelischen Unabhängigkeitserklärung zum Palästinakrieg (in Israel „Unabhängigkeitskrieg“ genannt). Fünf arabische Staaten – Ägypten, der Irak, Libanon, Transjordanien und Syrien – rückten ohne formale Kriegserklärung mit ihren und zwei zusätzlichen Armeen aus arabischen Freiwilligen – insgesamt etwa 55.000 Soldaten – gegen Israel vor. Nach anfänglichen Erfolgen wurden die Angreifer von israelischen Kräften zurückgeschlagen. Israel kam zugute, dass es trotz eines Waffenembargos der UNO gegen die Kriegsteilnehmer, das von den USA und Großbritannien eingehalten wurde, mit Zustimmung der Sowjetunion aus Beständen des sich formierenden Ostblocks Waffen kaufen konnte. Außerdem agierten die arabischen Staaten unkoordiniert und immer auch von der Sorge geleitet, der jeweilige arabische Konkurrent könne mehr gewinnen als sie selbst. Dass es ihren Regierungen nie allein um den Gegner Israel, sondern immer auch um Hegemonie oder Gleichgewicht im eigenen Lager ging, wurde laut der Islamwissenschaftlerin Gudrun Krämer ein Muster, das den Nahostkonflikt für die folgenden Jahrzehnte prägte.
Nachdem Ägypten einen von der UNO vermittelten Waffenstillstand brach und jüdische Terroristen den UN-Vermittler Folke Bernadotte ermordet hatten, eroberte Israel einen Teil der den Palästinensern im Teilungsplan zugewiesenen Gebiete. Zwischen Februar und Juli 1949 unterzeichneten Israel und die arabischen Kriegsteilnehmer vier separate Waffenstillstandsabkommen.

#### Folgen
Rund 750.000 palästinensische Araber und 850.000 arabische Juden wurden als Folge des Bürgerkriegs in 1947 und dem darauf folgenden Eingriff der arabischen Staaten in den Konflikt zu Flüchtlingen. Diese Flüchtlingsströme haben multikausale Gründe, welche bis zum heutigen Tag teilweise umstritten sind.
Die Mehrheit der palästinensischen arabischen Flüchtlinge flüchtete aus Angst vor den Kampfhandlungen wie auch aus Angst vor den israelischen Streitkräften. Zudem wurde eine Minderheit im Zuge von gegenseitigen Kampfhandlungen von israelischen Truppen vertrieben. Des Weiteren wurden in mehreren Fällen Zivilisten von irregulären oder regulären arabischen Truppen aufgefordert ihre Wohnorte zu verlassen, um die Aufstellungen der arabischen Truppen zu begünstigen. Bis 1966 galt für Araber in Israel das Kriegsrecht mit damit einhergehenden Einschränkungen der den jüdischen Israelis gewährten Freiheiten. Der Zusammenbruch der arabisch-palästinensischen Gesellschaft ging als Nakba (Katastrophe) in den arabischen Sprachgebrauch ein und ist ein wichtiger Bestandteil der palästinensischen Identität.
Während des Krieges und auch nach dem Krieg kam es in der islamischen Welt zu einer Welle von Pogromen gegenüber den dort lebenden jüdischen Minderheiten. Zu gewalttätigen Ausschreitungen kam es unter anderem in Aden, Aleppo, Peschawar, Isfahan, Bahrain, Kairo, Beirut, Tripolis und Oujda. Dem folgte eine Welle von staatlicher Repression in Ägypten und dem Irak. Die Bürgerrechte der jüdischen Einwohner wurden Schritt für Schritt beschnitten, es kam zu Massenverhaftungen tausender Menschen aufgrund ihrer Religionszugehörigkeit. Infolgedessen flohen während des Krieges und nachher rund 500.000–600.000 Juden aus muslimischen Ländern nach Israel. Darüber hinaus kam es auch zu Flüchtlingsbewegungen von Juden aus den arabischsprachigen Ländern nach Europa und in die Vereinigten Staaten. Während die Israelis jedoch versuchten, die jüdischen Neuankömmlinge als Bürger zu integrieren, verweigerten arabische Staaten mehrheitlich die Integration palästinensischer Araber in ihre Gesellschaften. Diese blieben jahrzehntelang, mitunter bis heute in Flüchtlingslagern als Staatenlose verwahrt. Ein Großteil von ihnen fand Unterkunft in Flüchtlingslagern des Libanon, im Westjordanland und Jordanien, in Ägypten und im Gazastreifen. Die verbliebenen Bewohner leben dort bis heute unter teils menschenunwürdigen und slum-ähnlichen Bedingungen.
Im Juni 1948 beschloss Israels Regierung zunächst, die Rückkehr der Flüchtlinge zu verhindern. Die UN-Resolution 194 vom 11. Dezember 1948 verlangte von ihr, die Rückkehr friedenswilliger Palästinenser zu gestatten und nicht rückkehrbereite Flüchtlinge zu entschädigen. Israel erklärte sich daraufhin verhandlungsbereit und bot die Aufnahme von 200.000 bis 300.000 Flüchtlingen an. Dies lehnten arabische Staaten ab.
Die damals vertriebenen und geflohenen Palästinenser haben inzwischen wegen hoher Geburtenraten etwa vier Millionen Nachkommen. Ihre politischen Organisationen reklamieren für sie alle ein Recht auf Rückkehr in die früheren Wohngebiete. Israel lehnt dies ab, um sich als mehrheitlich jüdischer Staat zu erhalten. Es sieht das Flüchtlingsproblem als Folge eines Angriffskrieges und will daher palästinensische Rechtsansprüche nicht bestätigen.
Jahrzehntelang stellten israelische Geschichtsbücher diese Entwicklung als Folge freiwilliger Auswanderung dar: Die arabischen Staaten hätten den Flüchtlingen baldige Rückkehr nach dem Sieg über Israel versprochen und sie so angelockt. Einige jüngere israelische Historiker weisen demgegenüber auf gewaltsame Vertreibungsaktionen 1947–1948 hin, die keine Kriegsfolge gewesen seien. Israel habe sich als jüdischer Staat nur so durchsetzen können (siehe dazu Israelischer Historikerstreit).
Eine Drohrede hoher islamischer Geistlicher an der al-Azhar-Universität unmittelbar nach dem UN-Teilungsplan 1947 löste Pogrome und Gewaltakte gegen jüdische Gemeinden in vielen arabischen und islamischen Staaten aus. Von 1947 bis 1976 wurden über 856.000 zuvor in arabischen Staaten ansässige Juden von dort gewaltsam vertrieben. Etwa 550.000 davon kamen nach Israel, um den neuen Staat mit aufzubauen und wurden in die israelische Demokratie integriert. Ihr ehemaliger Besitz wurde ohne Entschädigungen enteignet. Sie beanspruchen kein Rückkehrrecht in ihre arabischen Herkunftsländer, da ihre Sicherheit dort nicht gewährleistet ist. Der israelische Staat betrachtet sie als Flüchtlinge und sieht ihr Recht auf ihr Eigentum in ihren Herkunftsländern als wirksam an.

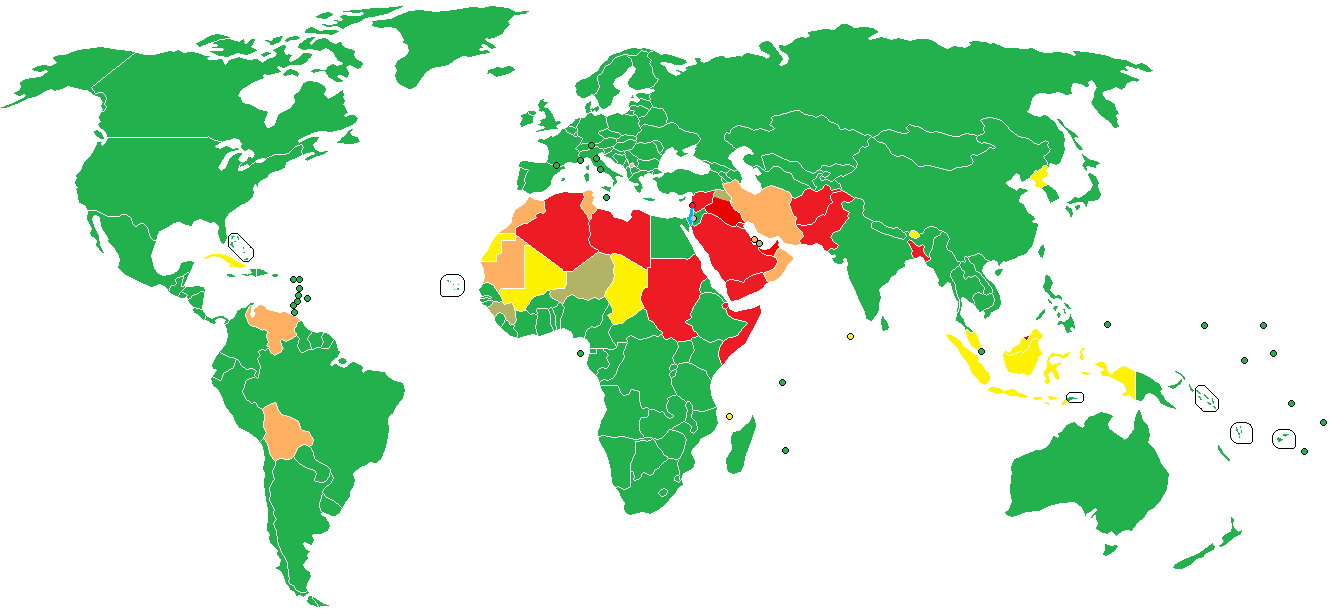
Internationaler Status Israels
Grün: diplomatische Beziehungen
Gelb: keine
Orange: abgebrochen
Rot: keine und Israel nicht anerkannt
Braun: nur Handel
Grau: ohne Angaben

#### Sueskrise 1956
1956 spitzte sich der Konflikt zwischen Ägypten und Israel zu, das zunehmend Angriffen durch Fedajin von ägyptischem Territorium und vom ägyptisch besetzten Gaza-Streifen aus ausgesetzt war. Ägypten unter der Führung von Präsident Gamal Abdel Nasser blockierte den Golf von Akaba, um den Suezkanal für israelische Schiffe zu sperren.
Am 29. Oktober 1956 begann die Sueskrise mit der Invasion des Gazastreifens und der Sinai-Halbinsel durch Israel, dessen Streitkräfte schnell in Richtung des Suezkanals vorstießen. Gleichzeitig wurde, nach vorbereiteter Diplomatie, der ägyptische Botschafter vom britischen und vom französischen Außenminister aufgefordert, zehn Meilen hinter den Kanal zurückzuweichen und die Sinai-Halbinsel zu räumen.
Präsident Nasser wies die Forderungen zurück, worauf Großbritannien und Frankreich begannen, die Kontrolle über den Kanal militärisch zu gewinnen, mit dem Ziel, auch das Regime Nassers zu stürzen. Am 31. Oktober begannen Großbritannien und Frankreich mit dem völkerrechtswidrigen Bombardement ägyptischer Flughäfen; in Folge gelang es zusammen mit israelischen Soldaten, den Kanal zu besetzen.
Die britisch-französische Intervention wurde von den USA, die einen Konflikt mit der UdSSR vermeiden wollten, und den Vereinten Nationen verurteilt. Im November 1956 wurden die beiden Länder zum Waffenstillstand und Rückzug gezwungen. Auch die israelischen Streitkräfte mussten sich zurückziehen. Die Vereinten Nationen stationierten nach dem Rückzug die Friedenstruppe United Nations Emergency Force (UNEF).
Infolge der Niederlage der Briten strebten auch die übrigen britischen und französischen Kolonien die Unabhängigkeit an. Zudem schaltete sich die UdSSR in den Nahostkonflikt ein und unterstützte Ägypten militärisch und wirtschaftlich. Auf ägyptischer Seite stärkte die Krise trotz militärischer Niederlage massiv die Position Nassers und seinen Panarabismus in der arabischen Welt.

#### Politik der Arabischen Liga bis 1967
Nach Ende des Zweiten Weltkriegs gründeten Ägypten, Irak, das damalige Transjordanien, Jemen, Libanon, Saudi-Arabien und Syrien die Arabische Liga. Was zunächst als reiner Konsultativ- und Nichtangriffspakt konzipiert war, wurde nach dem verlorenen Krieg gegen Israel im Jahr 1950 zu einem umfangreichen Verteidigungspakt ausgebaut. Zur federführenden Nation schwang sich in der Folge Ägypten auf, dessen Präsident Gamal Abdel Nasser Vertreter des Panarabismus war, der eine Vereinigung des arabischen Kulturkreises zu einer großen zusammenhängenden islamisch-sozialistischen Nation zum Ziel hatte. Eine ähnliche Politik verfolgten die Baathisten im Irak.
1958 vereinigten sich Ägypten und Syrien zur Vereinigten Arabischen Republik, aus der das von Militärputschen geschüttelte Syrien drei Jahre später aufgrund der hegemonialen und diktatorischen Ansprüche Nassers wieder austrat. Trotz teilweise unüberbrückbarer Differenzen untereinander gelang es Nasser, die arabische Welt im Allgemeinen und Syrien und Jordanien im Speziellen für einen neuerlichen Krieg gegen Israel zu begeistern.

### Kriege (1967–1986)

#### Sechstagekrieg 1967 und seine Folgen

Israel nach dem Sechstagekrieg

1967 bereiteten mehrere arabische Staaten unter Führung des ägyptischen Präsidenten Gamal Abdel Nasser einen Angriff auf Israel vor. Es kam zu massiven Truppenaufmärschen im Sinai und an den Golanhöhen. Die ägyptische Flotte errichtete eine völkerrechtswidrige Blockade der Straße von Tiran für israelische Schiffe und forderte UN-Truppen an den Grenzen Israels auf, das Land zu verlassen.
In einem präventiven Angriff der israelischen Armee wurden die arabischen Armeen vernichtend geschlagen. Die ägyptischen Luftstreitkräfte wurden in den ersten Stunden des Krieges noch am Boden zerstört, die ägyptische Armee verlor über 80 Prozent ihres militärischen Materials. Israelische Truppen besetzten die Sinai-Halbinsel und den unter ägyptischer Verwaltung stehenden Gazastreifen und bezogen Stellung am Ostufer des Suezkanals.
Nach einem Waffenstillstandsabkommen mit Ägypten kam es an der syrischen Front zu einer schnellen Eroberung der strategisch wichtigen syrischen Golanhöhen. Jordanien, das im Glauben an einen leichten Sieg in Israel einfiel, wurde weit zurückgedrängt und verlor dadurch den östlichen Teil Jerusalems und das Westjordanland.
Die Resolution 242 des UN-Sicherheitsrates erklärte den Erwerb von Territorien durch Krieg für unzulässig, was bereits seit Ende des Zweiten Weltkrieges Bestandteil des internationalen Rechts ist, und forderte Israel zum Abzug aus besetzten Gebieten auf. Da im englischen Wortlaut der Resolution 242 nur von „besetzten Gebieten“ und nicht von „den besetzten Gebieten“ gesprochen wird, betrachtet Israel die Resolution 242 seit der Rückgabe der Sinai-Halbinsel an Ägypten als erfüllt. Die arabischen Staaten stehen jedoch bis heute auf dem Standpunkt, dass sich Israel aus allen Gebieten, die 1967 besetzt wurden, zurückziehen muss, weil seit 1945 ein Gebietserwerb auch im Rahmen eines Verteidigungskrieges ohne Zustimmung des Staates der Gebiete abtreten soll, völkerrechtlich nicht mehr legal ist. Die Resolution 242 forderte weiterhin die politische Unabhängigkeit eines jeden Staates in der Region und das Recht, innerhalb sicherer und anerkannter Grenzen frei von Bedrohungen oder Gewaltakten zu leben. Israel begann damit, diese 67er-Gebiete und somit das heutige Palästina systematisch zu besiedeln, hierbei wurden rund 250.000 Menschen aus ihren Wohngebieten vertrieben.

#### Terroranschläge der PLO nach 1967
Nach dem Sechs-Tage-Krieg verübte die Fatah eine Reihe von Anschlägen gegen Israel, die 1968 zur Schlacht von Karame auf jordanischem Territorium führten. König Hussein von Jordanien geriet immer mehr in einen Konflikt mit den palästinensischen Gruppen, weil er in den Provokationen gegen den Nachbarstaat und in marxistisch-leninistisch orientierten Gruppen (PFLP, DPFLP) eine ernst zu nehmende Gefahr für seine Herrschaft sah. Die Palästinenser drohten in Jordanien zu einem Staat im Staate zu werden. Die Situation eskalierte im September 1970 nach der Entführung dreier Flugzeuge durch die PFLP nach Jordanien. Zur selben Zeit war die PLO für einige Entführungen westlicher Flugzeuge verantwortlich, wobei jüdische Passagiere ausgewählt und ermordet wurden. Der oft benutzte Slogan arabischer Organisationen, die „Juden ins Meer zu treiben“, hielt das große Misstrauen Israels gegenüber den Arabern aufrecht. Während der Geiselnahme von München an den Olympischen Spielen 1972 entführten und töteten Mitglieder der palästinensischen Terrororganisation Schwarzer September elf israelische Sportler. In der Folge mussten die PLO und verschiedene bewaffnete palästinensische Widerstandsbewegungen ihre Basen in den Libanon und nach Syrien verlegen.

#### Abnutzungskrieg und Khartum-Resolution
1968 begann Ägypten den Abnutzungskrieg und versuchte drei Jahre lang, den Sinai von Israel zurückzuerobern. Der Krieg endete mit einem 1970 geschlossenen Waffenstillstand; keine der beiden Parteien konnte Gebietsgewinne verzeichnen.
Die Khartum-Resolution vom 1. September 1967 wurde nach einem Treffen der Führer acht arabischer Staaten nach dem Sechstagekrieg in der sudanesischen Hauptstadt Khartum verabschiedet. Sie bestimmte die Basis der Außenpolitiken dieser Staaten bis zum Jom-Kippur-Krieg im Jahre 1973. Sie enthielt in ihrem dritten Absatz Bestimmungen, die als die „drei Neins“ bekannt wurden:
- Kein Frieden mit Israel
- Keine Anerkennung Israels
- Keine Verhandlungen mit Israel

In den 1970er Jahren gab es in Israel kaum Bereitschaft zur Anerkennung einer palästinensischen Nation; dies änderte sich erst mit der internationalen Anerkennung von Jassir Arafat. Die arabischen Staaten und Organisationen begannen an verschiedenen Brandherden gegeneinander zu kämpfen. Nachdem die PLO 1970 versucht hatte, König Hussein zu ermorden, wurde sie von der jordanischen Armee nach schweren Gefechten aus dem Land vertrieben. Syrien hatte die PLO unterstützt und Panzer nach Jordanien geschickt, die jedoch zurückgeschlagen wurden. Die PLO zog sich in den angrenzenden Libanon zurück. In dem multi-ethnischen Land kam es daraufhin zu dem jahrzehntelang schwelenden Libanesischen Bürgerkrieg.

#### Jom-Kippur-Krieg 1973
Im Jom-Kippur-Krieg (oder Oktoberkrieg) 1973 erzielten Ägypten und Syrien durch einen Überraschungsangriff am Jom Kippur, dem höchsten jüdischen Feiertag, Anfangserfolge gegen Israel. Teile des Sinai wurden von ägyptischen Truppen besetzt. Allerdings gelang es Israel nach einigen Tagen, die ägyptischen Truppen zurückzuschlagen. Am 16. Oktober war die ägyptische Armee eingekesselt und die Israelis standen jenseits des Suezkanals, nur 120 km vor Kairo. Der Krieg wurde durch massiven Druck der USA beendet.
Der Jom-Kippur-Krieg wird von den arabischen Staaten als Teilerfolg gesehen, da der Mythos der Unbesiegbarkeit der israelischen Armee Schaden genommen habe. Andere sehen ihn als eine greifbar nahe Niederlage, die Ägypten diesmal erspart blieb. Ein Öl-Embargo, das die arabischen Ölförderstaaten gegen israelfreundliche Staaten des Westens verhängten, begründete die Ölkrise und führte den Industrienationen mit steigenden Ölpreisen erstmals ihre Abhängigkeit vom Erdöl auf erschreckende Weise vor Augen. Die Ägypter gewannen dadurch zusätzlichen Verhandlungsspielraum.

#### Camp-David-Friedensabkommen 1978
1973 fand unter amerikanischer Vermittlung die Genfer Nahostkonferenz statt, auf die einige Interimsabkommen zwischen Israel, Ägypten und Syrien folgten, die einer Stabilisierung des Waffenstillstandes dienen sollten. 1975 einigten sich Jordanien und Syrien darauf, zur Bildung einer neuen Allianz ihre Feindseligkeiten zu beenden. Das Abkommen scheiterte 1978, da sich König Hussein weigerte, Syrien eine dominante Position im gemeinsamen Bündnis zuzugestehen.
1978 unterzeichneten der israelische Premierminister Menachem Begin und der ägyptische Präsident Anwar as-Sadat im amerikanischen Camp David ein Friedensabkommen, das vom US-Präsidenten Jimmy Carter ausgehandelt worden war. Für diese Bemühungen erhielten Begin und Sadat den Friedensnobelpreis. Beide Seiten verpflichteten sich zum Gewaltverzicht, Israel zum Rückzug von der Sinai-Halbinsel und zum Abbruch aller jüdischen Siedlungen auf diesem Gebiet. Ägypten erkannte im Gegenzug den Staat Israel diplomatisch an. Die israelische Annexion des Gazastreifens lehnte Ägypten ab. Israelische Schiffe erhielten freie Durchfahrt durch den Golf von Sues und den Suezkanal.
Ein halbes Jahr später, am 26. März 1979, folgte der israelisch-ägyptische Friedensvertrag. Sadat wurde zweieinhalb Jahre später von Islamisten während einer Militärparade am 6. Oktober 1981 erschossen.
In der Folge von Sadats Israel-Besuch im Jahre 1978 verfassten 348 Reserveoffiziere der israelischen Armee eine Petition an Menachem Begin, die ihn dazu drängen sollte, den Friedensprozess weiterzuführen. Dies führte zur Gründung von Schalom Achschaw, einer basisdemokratischen Bewegung, die sich darum bemüht, Unterstützung für den Friedensprozess zu gewinnen.
Das Jerusalemgesetz von 1980 bezeichnet das vollständige und vereinigte Jerusalem als Hauptstadt Israels. Faktisch bedeutete dies die Annexion Ostjerusalems. Dieses Gesetz sowie die Annexion der Golanhöhen von 1981 werden vom größten Teil der Staaten völkerrechtlich nicht anerkannt.
Verschiedene Vorstöße und Gespräche zwischen Israel und Syrien über eine analoge Friedensregelung wie mit Ägypten und Jordanien scheiterten bisher stets bereits in den Anfängen. Im Gegensatz zu Ägypten versteht sich Syrien seither stärker als arabisches Sprachrohr der palästinensischen Sache, insbesondere da Israel völkerrechtswidrig die Golanhöhen besetzt hat und dadurch analoge Landkonzessionen im Sinne von „Land gegen Frieden“ wie mit Ägypten aufgrund der so aufgerichteten innenpolitischen Hürden einer Änderung daran prinzipiell ausschloss. Obwohl sich Syrien als Sprachrohr der palästinensischen Sache sieht, weigert es sich bis heute, die palästinensischen Flüchtlinge im Land als Staatsbürger anzuerkennen. Sie haben einen palästinensischen Pass, damit sie ihre Nationalität nicht aufgeben müssen.

#### Erster Libanonkrieg 1982
Nachdem Israel bereits 1978 als Reaktion auf den Küstenstraßen-Anschlag die Operation Litani im südlichen Libanon gestartet und sich zwischenzeitlich wieder zurückgezogen hatte, griff es am 7. Juni 1982 unter dem Namen „Operation Frieden für Galiläa“ (Libanon-Feldzug) militärisch in den Bürgerkrieg im Libanon (1975–1990) ein und besetzte die Hauptstadt Beirut. Die PLO, die dort nach dem „Schwarzen September“ (1970) ihr Hauptquartier eingerichtet hatte, entwickelte im Süden des Libanon eigene staatliche Strukturen. In der Folge zogen sie mit ihren militärischen Verbänden nach Tunesien ab, nachdem von amerikanischer Seite in Aussicht gestellt wurde, dass man sich für eine Lösung des Flüchtlingsproblems einsetzen werde.
Im September 1982 verübten phalangistische Milizionäre unter den Augen der israelischen Armee in den palästinensischen Flüchtlingslagern Sabra und Schatila Massaker an Zivilisten; spätere Schätzungen schwanken zwischen 460 und 2500 Opfern. Es folgten Angriffe der Amal-Miliz der schiitischen Muslime auf die Palästinenserlager. Insgesamt wurden zwischen Juni und September 1982 etwa 20.000 Palästinenser getötet. Der libanesische Bürgerkrieg kostete insgesamt zwischen 90.000 und 110.000 Menschen das Leben.
1985 besetzte Israel einen Streifen im Süden des Landes und gab diese Region erst am 25. Mai 2000 mit dem Abzug der Armee an den Libanon zurück. Am 24. Juli erklärte die UN, dass sich die israelische Armee hinter die Waffenstillstandslinien der 40er Jahre zurückgezogen habe. Ungeklärt blieb bisher der völkerrechtliche Status des schmalen Grenzstreifens der Shebaa-Farmen.
Nachdem die israelischen Truppen entgegen ihren eigenen Erwartungen von der libanesischen Bevölkerung anfangs häufig als Hoffnungsträger auf ein Ende des Bürgerkrieges begrüßt wurden, nahm die Zustimmung zur Besatzung schnell ab. Teils rücksichtslose Militäraktionen seitens Israels und einseitige Parteinahme für einzelne libanesische Strömungen führten in der Bevölkerung zu dem Eindruck, Israel sei gar nicht an einer Stabilisierung des Libanon interessiert, sondern bloß an einer möglichst effektiven Bekämpfung der PLO und anderen den Staat Israel bedrohender Gruppen. Mit jeder weiteren empfundenen Ungerechtigkeit seitens Israels wuchs die Zustimmung der libanesischen Bevölkerung zur Hisbollah, die immer mehr als einzige Organisation wahrgenommen wird, die Widerstand gegen Israel leistet.

### Die Intifadas (1987–2005)

#### Erste Intifada 1987
Gewaltsam eskalierte der Konflikt seit dem Ausbruch der ersten Intifada 1987, einem Aufstand der Palästinenser in den israelisch besetzten Gebieten. Im sogenannten „Krieg der Steine“, der bis 1991 dauerte, kam es immer wieder zu Zusammenstößen zwischen der israelischen Armee und aufständischen Palästinensern.

#### Irakische Angriffe auf Israel 1991
Im Golfkrieg von 1990 überfiel der irakische Diktator Saddam Hussein das Nachbarland Kuwait und griff zudem Saudi-Arabien und Israel an. Ein massiver Einschnitt war die Vertreibung der Palästinenser aus Kuwait 1991  unmittelbar danach. Die Parteinahme des PLO-Führers Jassir Arafat für Saddam Husseins Invasion hatte das Geschehen ausgelöst. Die etwa 450.000 in Kuwait lebenden Palästinenser, die als vergleichsweise wohlhabend galten, wurden binnen zweier Wochen bis auf wenige Tausend aus dem Land vertrieben. Zudem kam die Unterstützung der Golfstaaten für die PLO zum Erliegen. Der innerarabische Konflikt führte in den 1990er-Jahren zu einem tiefen Bruch zwischen den arabischen Staaten.
Iran, nunmehr eine sogenannte Islamische Republik, versucht sich seit Beginn des neuen Jahrtausends verstärkt als Hegemonialmacht zu etablieren und sich zu einem Vorreiter für den Kampf gegen Israel zu machen, hat jedoch aufgrund seiner islamistischen Ausrichtung und den guten Beziehungen zur Hamas ein sehr angespanntes Verhältnis zu gemäßigten Staaten.

#### Oslo-Prozess 1993
Es gab und gibt viele Versuche, den Konflikt friedlich beizulegen, etwa die Madrider Konferenz 1991. Große Hoffnungen machte das 1993 geschlossene Oslo-Abkommen (Oslo I), das einen Abzug der israelischen Armee aus dem Westjordanland und dem Gazastreifen sowie eine palästinensische Selbstverwaltung in diesen Gebieten vorsah. Nach einer Übergangszeit sollte ein dauerhafter Status der Gebiete ausgehandelt werden. Konfliktträchtige Punkte wie die Jerusalemfrage oder das Flüchtlingsproblem wurden dabei vertagt. Nach dem Gaza-Jericho-Abkommen und Oslo II geriet der Oslo-Friedensprozess jedoch ins Stocken. Er wurde als endgültig gescheitert angesehen, nachdem in Camp David beim Treffen Camp David II zwischen dem PLO-Führer Arafat und dem israelischen Premierminister Barak im Juli 2000 keine Einigung erzielt werden konnte. Damals bot Ehud Barak Jassir Arafat etwa neunzig Prozent des Westjordanlandes, den ganzen Gazastreifen und Ostjerusalem als Hauptstadt eines neuen palästinensischen Staates an. Zusätzlich sollte ein neuer internationaler Fonds eingerichtet werden, um die Palästinenser für das Land zu entschädigen. Für Arafat ging dieses Angebot nicht weit genug. Er bestand darauf, dass allen Flüchtlingen gestattet werden sollte, auf das Land zurückzukehren, das ihnen vor 1967 gehört hatte. Diese Forderung wollte Israel wiederum nicht akzeptieren.
Am 26. Juli 1994 unterzeichneten König Hussein von Jordanien, der israelische Ministerpräsident Jitzchak Rabin und US-Präsident Bill Clinton in Washington den israelisch-jordanischen Friedensvertrag.

#### Zweite Intifada 2000
In der Folge des Scheiterns des Oslo-Prozesses nahm die Gewalt wieder zu, besonders seit Beginn des zweiten palästinensischen Aufstands, der al-Aqsa-Intifada im Jahre 2000. Diese Zweite Intifada war im Gegensatz zur ersten Intifada von Anfang an ein bewaffneter Aufstand mit zahlreichen Selbstmordattentaten auf israelische Zivilisten. Im Zuge der folgenden Vergeltungsschläge der israelischen Armee wurden weite Teile der Infrastruktur in den palästinensischen Gebieten zerstört.
In den letzten Jahren finden islamistische Organisationen wie Hamas zunehmende Unterstützung unter der palästinensischen Bevölkerung. Diese opponieren gegen die aus ihrer Sicht zu gemäßigte und wenig erfolgreiche Politik der Palästinensischen Autonomiebehörde. Diese Entwicklung ist geprägt durch eine große Zahl an Selbstmordanschlägen islamistischer Organisationen auf israelische Zivileinrichtungen. Im Mai 2003 marschierten israelische Truppen in das Westjordanland und den Gazastreifen ein. Die dort vom israelischen Ministerpräsidenten Ariel Scharon angekündigte Strategie der „Zerstörung der terroristischen Infrastruktur“ hatte die Zerstörung der Einrichtungen der palästinensischen Autonomiebehörde sowie von Teilen der zivilen palästinensischen Infrastruktur zur Folge. Tausende Palästinenser wurden durch die Zerstörung ihrer Häuser obdachlos.
Im Jahr 2003 begann die israelische Regierung mit der Errichtung einer Sperranlage, größtenteils einem elektronisch gesicherten Zaun, zu etwa sechs Prozent (rund 30 km) eine bis zu acht Meter hohe Betonmauer, die zu etwa dreiviertel ihrer Länge östlich der grünen Linie (Waffenstillstandslinie von 1948) auf palästinensischem Gebiet verläuft. Sie gliedert einen Großteil der jüdischen Siedlungen an das israelische Kernland an. Bestimmte palästinensische Siedlungen wie Kalkilya werden so von drei Seiten umschlossen und damit Bauern teilweise von ihren Feldern abgetrennt, so dass die palästinensische Wirtschaft in diesem Grenzbereich stark beeinträchtigt wird. Einzelne jüdische Siedlungsblöcke wie Maale Adumim und Ariel schieben sich zudem bis ca. 20 km tief ins palästinensische Kernland und erschweren dadurch Transporte und einen möglicherweise zukünftigen zusammenhängenden palästinensischen Staat. Nach israelischer Sichtweise soll durch die Sperranlage das Eindringen von Selbstmordattentätern auf israelisches Territorium verhindert werden. Von palästinensischer Seite wird befürchtet, dass Israel entlang der Sperranlage einseitig seine Außengrenze festlegen will. Zusätzlich erschwerend für den Transport und die Wirtschaft wirken die über 500 Straßensperren und Checkpoints der israelischen Armee im Westjordanland.
Am 22. März 2004 wurde der geistliche Führer und Gründer der militanten Hamas-Bewegung, Scheich Ahmad Yasin, durch einen gezielten israelischen Hubschrauberangriff in Gaza-Stadt getötet. Die Maßnahme ist Teil einer Politik der gezielten Tötung von Feinden des Staates Israel.
Ein weiterer Führer der radikalen Palästinenserbewegung, Abd al-Aziz ar-Rantisi, rief nach dem Anschlag die islamische Welt zum Krieg gegen Israel auf. Am 17. April 2004, in unmittelbarer Nähe von Yasins Grab, kam ar-Rantisi durch einen gezielten Angriff der israelischen Armee auf sein Auto ebenfalls ums Leben. Die Hamas schwor umgehend Rache.
Am 31. August 2004 rissen bei Bombenanschlägen in Beʾer Scheva auf zwei Busse die beiden Attentäter 18 Menschen mit in den Tod und verletzten mindestens 35 weitere. Die Izz-al-Din-al-Qassam-Brigade der Hamas übernahm die Verantwortung für die Anschläge. Vom 30. September – 15. Oktober 2004 führte die israelische Armee die Operation „Tage der Buße“ im Gazastreifen durch.
Der Tod von Jassir Arafat am 11. November 2004 läutete das Ende einer Ära ein. Er beendete eine Zeit der Stagnation, weil nach dem Scheitern der Friedensgespräche und der anhaltenden Selbstmordattentate die israelische Regierung in Arafat keinen Gesprächspartner mehr gesehen hatte. Die Bevölkerung der Autonomiegebiete hofft auch auf einen Rückgang der starken Korruption durch das „System Arafat“.
Am 8. Februar 2005 hatten sich der neue Präsident der palästinensischen Autonomiebehörde Mahmud Abbas und Ariel Scharon im ägyptischen Scharm asch-Schaich zum ersten Gipfel seit Beginn der Intifada getroffen und dabei einen Waffenstillstand vereinbart. Dieser Tag gilt als Ende der zweiten Intifada. Die Zerstörung der Wohnhäuser von Terrorverdächtigen wurde ebenso wie die gezielten Tötungen eingestellt.

### Trennungsplan und Abkopplung (2005–2022)

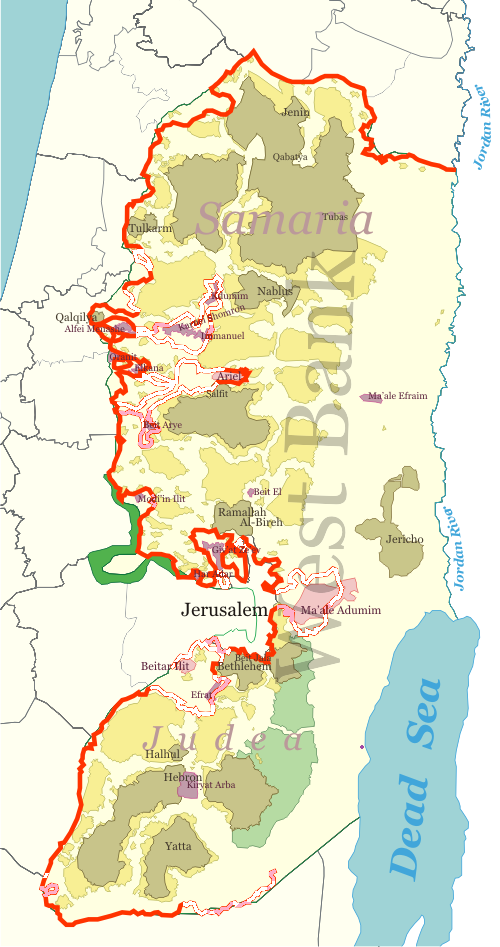
Verlauf der Sperranlage (Stand: Juli 2006)

#### Räumung des Gazastreifens 2005
Im August 2005 begann die einen Monat dauernde Räumung aller 21 jüdischen Siedlungen im Gazastreifen (Gusch Katif) sowie vier weiterer im Westjordanland durch die israelische Armee. Dabei kam es zu gewaltsamen Auseinandersetzungen zwischen Siedlern und Armeeangehörigen. Etwa 8000 Menschen wurden bei dieser Aktion umgesiedelt. Gleichzeitig wird aber im Westjordanland der Siedlungsbau durch Israel teilweise fortgesetzt.
Nachdem sich seit der Wahl der Hamas in den Palästinensischen Autonomiegebieten (Januar 2006) die Lage dort bürgerkriegsähnlich zuspitzt, hat der israelische Ministerpräsident Ehud Olmert seinen zunächst unilateral gemeinten Konvergenz-Plan, der auf dem von der israelischen Bevölkerung mehrheitlich abgelehnten einseitigen Abkoppelungsplan von Ariel Scharon aufbaut, zum Verhandlungsangebot umgewandelt. Darin wird den Palästinensern ein eigener Staat angeboten, allerdings gegen u. a. die Zustimmung zu Gebietsverlusten, die durch den umstrittenen Verlauf der von Israel errichteten Sperranlagen weiter verfestigt worden sind.
Ungeachtet der Schleifung der jüdischen Siedlungen feuerten extremistische Palästinenser seit 2006 mehrfach vom Gazastreifen, insbesondere von Bait Lahiya, Kassam-Raketen auf israelisches Gebiet ab. Ziele waren meist Sderot, Aschkelon und die umliegenden Kibbuzim. Abbas forderte im Juni 2006 militante palästinensische Gruppen auf, den Waffenstillstand mit Israel einzuhalten. Jeder, der weiterhin Raketen Richtung Israel abschieße, werde von ihm für die Zerstörung und Opfer als Folge eines drohenden israelischen Angriffs verantwortlich gemacht.
Die Operation Sommerregen der israelischen Armee im palästinensischen Gazastreifen dauerte vom 25. Juni bis 28. August 2006. Von israelischer Seite wurde der Einmarsch als Reaktion auf die Entführung des Soldaten Gilad Schalit dargestellt, wobei im Gazastreifen zahlreiche Gebäude und das zentrale Kraftwerk aus der Luft und mit Artillerie zerstört oder beschädigt wurden und bis zum 3. November 2006 über 280 Palästinenser, darunter viele Zivilisten jeder Altersgruppe, von der israelischen Armee getötet wurden. Zudem wurden im Westjordanland neben dem Parlamentssprecher zahlreiche weitere Minister und Abgeordnete wegen ihrer Mitgliedschaft in der Hamas verhaftet.
Seit Februar 2006 kann durch die israelischen Zugangsbeschränkungen für Palästinenser zum Jordantal etwa ein Drittel des Westjordanlands effektiv nur noch von Israelis bewirtschaftet werden.

#### Zweiter Libanonkrieg 2006
Trotz des freiwilligen israelischen Abzugs 2000 kam es wiederholt zu Angriffen der Hisbollah, die Israel vom Südlibanon aus mit Raketen beschoss. Die UNO hatte die libanesische Regierung mehrfach dazu aufgefordert, ihre staatliche Gewalt gegenüber den Hisbollah-Milizen durchzusetzen und diese zu entwaffnen, um die Angriffe zu unterbinden. Die Spannungen wurden durch die Aufnahme von Vertretern der Hisbollah in die libanesische Regierung und im Mai 2006 durch das Eindringen israelischer Kampfflugzeuge in den libanesischen Luftraum zusätzlich verstärkt. Die UNO drückte ihre Besorgnis aus und ermahnte beide Seiten zur Zurückhaltung. Ende Mai 2006 griff die israelische Luftwaffe zwei Stützpunkte militanter Palästinenser im Libanon an.
Die Auslöser des zweiten Libanonkrieges waren ein Überfall der Hisbollah auf einen israelischen Grenzposten am 12. Juli 2006, bei dem zwei israelische Soldaten von der Hisbollah entführt wurden, um in israelischen Gefängnissen festgehaltene Gefangene auszutauschen (Samir Kuntar), sowie der Raketenbeschuss der Hisbollah auf Nordisrael. Bei dem Versuch, die beiden Soldaten zu befreien, drangen israelische Militärs in libanesisches Gebiet ein. Dabei wurden mehrere Soldaten getötet.
Am 13. Juli bombardierten israelische Kampfflugzeuge den internationalen Beiruter Flughafen. Weitere 150 Ziele im Libanon wurden angegriffen, darunter auch Beiruter Vororte und mehrere Dörfer im Süden Libanons, die laut israelischem Militär als Hisbollah-Hochburgen gelten, jedoch überwiegend Zivilisten trafen. Daneben wurden von Israel auch weitere Infrastrukturanlagen wie Hafenanlagen, Brücken, Straßen, Flughäfen, Einrichtungen der libanesischen Armee, Fernsehsender und Telekommunikationsanlagen zerstört. Ministerpräsident Siniora bezifferte die angerichteten Schäden bereits nach einer Woche intensiver Bombardierung auf über eine Milliarde Dollar. Die Hisbollah beschoss ihrerseits Nord-Israel fortlaufend mit Raketen mit zum Teil unerwarteter Reichweite.
Bis Mitte August 2006 fielen auf israelischer Seite 43 Zivilisten den Kampfhandlungen zum Opfer, auf libanesischer Seite 1183, während auf beiden Seiten tausende Verletzte und hunderttausende Flüchtlinge zu verzeichnen waren.
Die Verabschiedung der Resolution 1701 im UN-Weltsicherheitsrat, in der die Parteien zur Einstellung der Kämpfe unter bestimmten Bedingungen aufgefordert wurden, erfolgte am 12. August 2006. Der Waffenstillstand trat am 14. August 2006 um 7:00 Uhr MESZ in Kraft und wurde danach am Boden weitgehend eingehalten. In der Luft dagegen kam es zu ständigen Verletzungen des libanesischen Luftraums durch israelische Militärflugzeuge. Israel bezweifelte die Effektivität der Schutztruppe und fürchtete ein neuerliches Aufrüsten extremistischer Kräfte. Die in der Resolution geforderte vollständige Entwaffnung der Hisbollah und anderer bewaffneter Gruppen durch die UN-Sicherheitstruppen erfolgte bisher nicht.
Ungelöst ist weiterhin die Beseitigung der Minenfelder und der von Israel eingesetzten nicht explodierten Streubomben (cluster bombs) im Südlibanon. Diese haben eine Vielzahl von nicht explodierten Projektilen hinterlassen, durch die immer wieder Zivilpersonen getötet und verletzt werden. Ohne eine Zusammenarbeit Libanons und Israels bei der Auffindung und Zerstörung solcher Blindgänger werden weitere Opfer erwartet. Israel hält zudem weiterhin den eindeutig zu Libanon gehörenden Nordteil des Dorfes Ghadschar besetzt, während der Südteil von Ghadschar zu den Golanhöhen gehört.

#### Innerpalästinensische Konflikte 2006
Die PLO, die jahrzehntelang erfolgreich einen Absolutheitsanspruch auf die Vertretung palästinensischer Interessen erhoben hatte, begann nach der Jahrtausendwende schrittweise an Macht und Einfluss zu verlieren. Zur erfolgreichsten Opposition entwickelte sich die aus der ägyptischen Muslimbruderschaft hervorgegangene, radikalislamische Hamas, die sich nach außen hin dem unbedingten Kampf gegen Israel verpflichtete, und nach innen hin mit einer Reihe von sozialen Projekten Anerkennung innerhalb der palästinensischen Bevölkerung erlangte. Die Hamas profitierte davon, dass die von der Fatah kontrollierte Palästinensische Autonomiebehörde und ihre Sicherheitskräfte besonders verarmten Bevölkerungsschichten aufgrund massiver Korruption und willkürlicher Verhaftungen und Folterungen zunehmend verhasst war. Der Tod der palästinensischen Identifikationsfigur und des langjährigen PLO-Chefs Jassir Arafat im Jahr 2004 und die Niederlage der Fatah bei den Wahlen zum palästinensischen Legislativrat im Jahr 2006 stellten weitere Eckpunkte des Machtverlustes der PLO dar. Der Konflikt zwischen Fatah- und Hamas-Anhängern wurde insbesondere nach 2006 zunehmend gewalttätiger. Kämpfe zwischen verfeindeten Milizen nahmen insbesondere im Juni 2007 bürgerkriegsähnliche Züge an. Der Hamas gelang es, militärisch die Kontrolle über den Gazastreifen zu erlangen, was zu einer De-facto-Teilung der Palästinensischen Autonomiegebiete führte. Trotz verschiedener Vermittlungsversuche aus der arabischen Welt schwelt der innerpalästinensische Konflikt bis heute weiter. Unvereinbar scheinen vor allem die Ziele bezüglich eines zukünftigen palästinensischen Staates zu sein. Während die Fatah eine Koexistenz mit Israel und einen säkularen Staat anstrebt, lehnt die Hamas das Existenzrecht Israels kategorisch ab und hat die Gründung eines islamischen Gottesstaats zum Ziel.
Im Februar 2007 einigten sich Hamas und Fatah darauf, eine Einheitsregierung zu bilden. Die Hamas weigert sich weiterhin, Israel anzuerkennen, wobei sie in ihrer Position von der Islamischen Republik Iran gestärkt wird. In der Vereinbarung zur Bildung einer Einheitsregierung ist allerdings eine Zusage der Hamas enthalten, die zwischen Israel und der PLO geschlossenen Abkommen zu respektieren. Die in dieser Zusage enthaltene implizite Anerkennung Israels genügt der israelischen Regierung jedoch nicht. Die Verhandlungen zur Regelung des israelisch-palästinensischen Konflikts, die im Januar 2001 abgebrochen wurden, ruhten bis 2008. Die Kontakte zwischen Israel und dem palästinensischen Präsidenten Abbas von Fatah beschränkten sich bis 2008 auf technische Fragen.

#### Krieg im Gazastreifen 2008
Als Reaktion auf Raketenangriffe der Hamas auf israelisches Territorium begann die israelische Armee am 27. Dezember 2008 im Gazastreifen die Operation Gegossenes Blei mit einem Luftwaffenangriff. Die Operation wurde am 18. Januar 2009 mit einer einseitigen Waffenstillstandserklärung Israels beendet.

#### Wiederaufnahme der Friedensgespräche 2010
Nach fast zweijähriger Unterbrechung nahmen Israelis und Palästinenser am 2. September 2010 in Washington ihre direkten Friedensgespräche wieder auf. Kurz vor dem Treffen, das US-Präsident Barack Obama vermittelt hatte, forderte Israels Regierungschef Benjamin Netanjahu die Palästinenser auf, Israel als jüdischen Staat anzuerkennen. Palästinenserpräsident Mahmud Abbas und sein Chefunterhändler Saeb Erekat machten erneut klar, dass sie einen völligen Siedlungsstopp im Westjordanland erwarteten.
Die USA gaben am 8. Dezember 2010 bekannt, dass sie nicht länger von Israel einen 90-tägigen Siedlungsstopp im Westjordanland verlangen. Vorher hatten die USA ein Siedlungsbaumoratorium gefordert. Die New York Times und Jerusalem Post meldeten, dass diesbezügliche Gespräche endgültig aufgegeben wurden. Israels Verteidigungsminister Ehud Barak kritisierte den stockenden Friedensprozess: „Die Verhandlungen sind momentan total blockiert […] Die Amerikaner sind viel zu beschäftigt mit Nordkorea und den Enthüllungen von Wikileaks“.

#### Krieg im Gazastreifen 2012
Am 14. November 2012 begann die israelische Armee mit Operation Wolkensäule Angriffe auf militärische Ziele im Gazastreifen. Diese erfolgte nach Angaben der israelischen Armee u. a. als Reaktion auf Raketenanschläge von Gaza aus, mit dem Ziel diese zu stoppen und die Fähigkeiten der dortigen militärischen Organisation zu reduzieren.
Am 12. Juni 2014 wurden an einer Kreuzung in Allon Schewut, einem Haltepunkt für Tramper, die drei Talmudschüler Eyal Yifrach, Gilad Shaar und Naftali Fraenkel entführt und anschließend ermordet. Dem folgte eine bis Ende des Jahres andauernde Welle von Gewalt mit mehreren Anschlägen vor allem in Jerusalem.

#### Krieg im Gazastreifen 2014
Nachdem die Hamas und andere militante palästinensische Gruppen aus dem Gazastreifen Raketen auf Israel schossen begannen die israelischen Verteidigungsstreitkräfte die Militäroperation Protective Edge am 8. Juli 2014. Sie endete am 26. August 2014 mit einer unbefristeten Waffenruhe. Diese wurde gebrochen, als Israel seit dem 16. September 2014 wieder mit Raketen beschossen wurde.
Nachdem der amerikanische Präsident Donald Trump am 6. Dezember 2017 Jerusalem als Hauptstadt Israels anerkannt hat und die Verlegung der Botschaft ankündigte, kam es zu einer neuen Welle von Gewalt und einer Intensivierung des Beschusses mit Raketen aus dem Gazastreifen.
Vom 30. März 2018 bis zum 15. Mai 2018 fanden zunächst friedliche Proteste an der Sperranlage um den Gazastreifen statt. Hierbei kam es auch zu Provokationen von Teilnehmern gegenüber den israelischen Grenzbeamten. So rollten gewaltbereite Teilnehmer brennende Reifen auf den Zaun zu, um den israelischen Grenzschützern die Sicht zu nehmen. Anschließend bewarfen sie die israelischen Truppen mit Steinen und Molotow-Cocktails, versuchten den Grenzzaun zu beschädigen, Sprengsätze anzubringen und auf israelisches Staatsgebiet zu gelangen. Israelische Soldaten setzten Tränengas und scharfe Schüsse ein. Der Bericht der UN-Menschenrechtskommission gibt 189 Todesopfer und 6106 Verletzte auf palästinensischer Seite an, in allen außer zwei Fällen sei zu vermuten, dass der Einsatz scharfer Munition unrechtmäßig war. In der Folge verurteilte eine breite Mehrheit der UN-Generalversammlung Israel mit Resolution A/RES/ES-10/20 für den Einsatz von Gewalt, besonders von scharfer Munition, gegen palästinensische Zivilisten.
Anfang 2019 trat mit Gadi Eisenkot ein moderater Generalstabschef in den Ruhestand. Nach seiner Abdankung, unter den Nachfolgern, erhöhte sich die durch radikale israelische Siedler vorangetriebene Vertreibung und Landnahme stetig und fand im Jahr 2023 vorerst ihren Höhepunkt, als sich manche israelische Soldaten an der gewaltsamen Vertreibung beteiligten.
Am 28. Januar 2020 stellte der amerikanische Präsident Donald Trump zusammen mit dem israelischen Ministerpräsidenten Benjamin Netanjahu seinen Friedensplan zur Lösung des Nahostkonfliktes vor. Die Regierung der Palästinensischen Autonomiegebiete lehnte den Vorschlag bereits im Vorfeld ab. Im September 2020 kam es daraufhin zu diplomatischen Verträgen zwischen Israel und den Vereinigten Arabischen Emiraten und zwischen Israel und Bahrain.

#### Krieg im Gazastreifen 2021

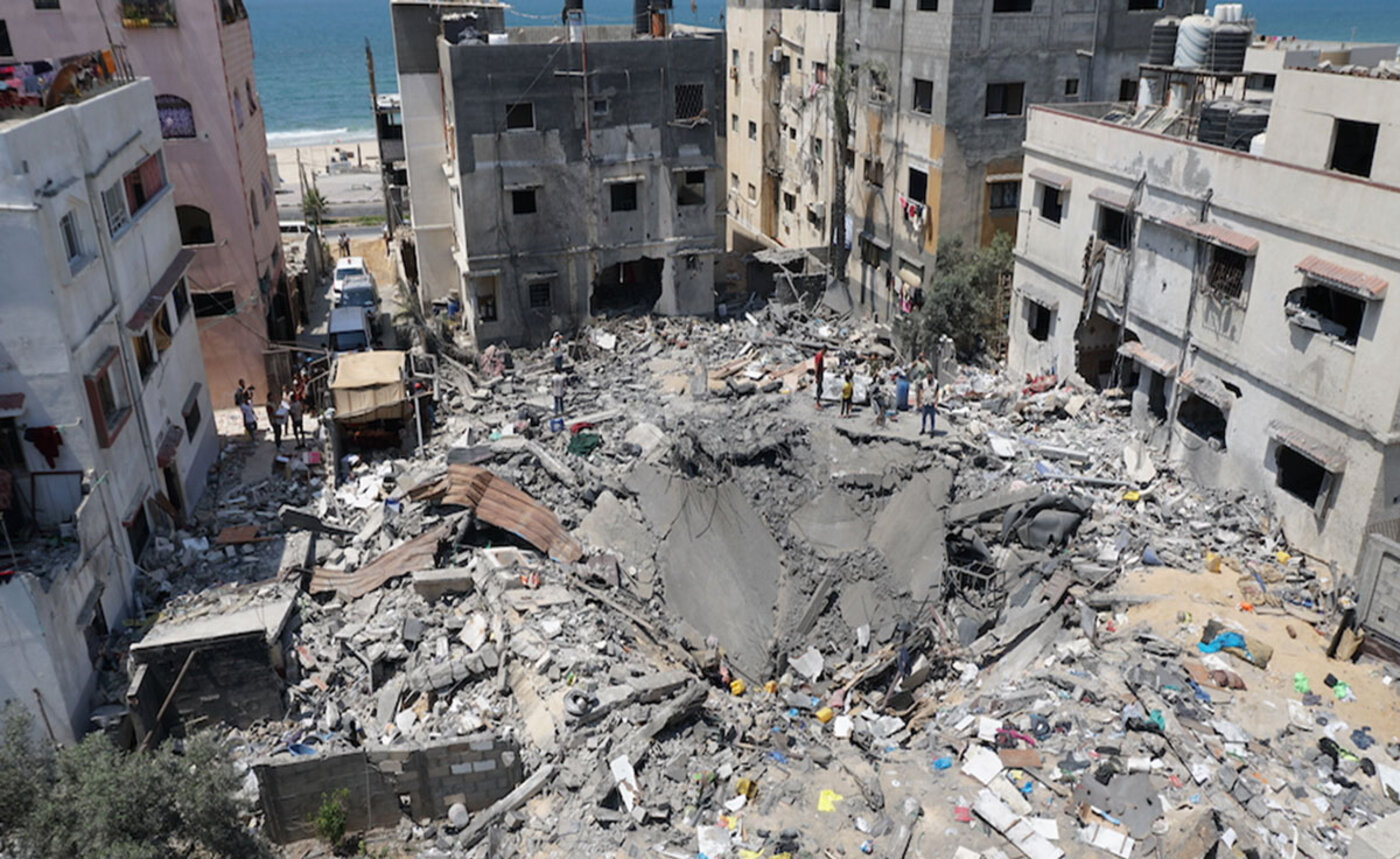
Zerstörtes Haus im Gazastreifen nach israelischen Luftangriffen im August 2022

Am 10. Mai 2021 begann die israelische Armee mit Operation Guardian of the Walls Angriffe auf militärische Ziele im Gazastreifen. Diese erfolgte nach Angaben der israelischen Armee u. a. als Reaktion auf Raketenanschläge von Gaza aus, mit dem Ziel diese zu stoppen und die Fähigkeiten der dortigen militärischen Organisation zu reduzieren.

#### Gegenseitiger Raketenbeschuss im Jahr 2022
Im Jahr 2022 verschärfte sich der Konflikt deutlich im Vergleich zu den vergangenen Jahren. Laut den Vereinten Nationen war es das Jahr mit den höchsten palästinensischen Opferzahlen seit der zweiten Intifada im Jahr 2000.
Im Mai 2022 töteten israelische Soldaten bei einer Militäroperation im Westjordanland die Al-Jazeera-Journalistin Shireen Abu Akleh.
Im August 2022 eskalierte erneut die Gewalt zwischen radikalen Kräften im Gazastreifen und der israelischen Armee. Laut dem UN-Koordinator für den Friedensprozess im Nahen Osten führte die israelische Armee in einer mehrtägigen Operation 147 Luftangriffe gegen Ziele im Gazastreifen durch. Auf der anderen Seite feuerten Milizen im Gazastreifen mehr als 1000 Raketen in Richtung Israel ab, von denen jedoch die meisten vom Luftverteidigungssystem Iron Dome abgefangen wurden. Die israelischen Luftschläge während der Militäroperation Breaking Dawn richteten sich gegen Mitglieder des Islamischen Dschihad im Gazastreifen.

### Ab 2023

#### Siedlergewalt im Jahr 2023
Im Februar 2023 versprach der israelische Minister für Nationale Sicherheit, Itamar Ben-Gvir, erneut in das Westjordanland einzumarschieren. Gleichzeitig wurden die illegalen israelischen Siedler im Westjordanland, von denen Teile Gewalt gegen Palästinenser ausüben, von der Regierung mit M-16 und Sturmgewehren bewaffnet.
Nachdem ein Palästinsenser zwei Israelis aus der Siedlung Har Bracha getötet hatte, zogen im Frühjahr hunderte israelische Siedler in die 7000 Einwohner zählende palästinensische Kleinstadt Huwara und setzten willkürlich 30 Häuser und 100 Autos in Brand, wodurch 390 Palästinenser verletzt wurden und eine Person starb. Als die israelische Armee mit Verspätung dort eintraf, richtete sich jener Mob der israelischen Siedler teilweise gegen die eigene Armee. Der Kommandeur der israelischen Armee im Westjordanland sprach im israelischen Fernsehen von einem „Pogrom“, auf das die Armee nicht vorbereitet gewesen sei.
Militante israelische Siedler hatten bereits ab Ende der 2010er Jahre immer wieder Bewohner der Stadt Huwara angegriffen und taten dies auch nach dem Siedleraufstand im weiteren Verlauf des Jahres 2023, ohne dass die israelische Armee einschritt. Ein Bericht der Vereinten Nationen (UN) dokumentiert die Vertreibung von 1.100 Palästinensern aus dem Westjordanland innerhalb eines Jahres, von 2022 bis 2023. Seit 2006 dokumentiert die UN die Vertreibung von Palästinensern aus dem Westjordanland.

#### Siedlergewalt im Westjordanland nach dem 7. Oktober 2023
Infolge des Terrorangriffs der Hamas auf Israel am 7. Oktober 2023 töteten  militante israelische Siedler im Oktober 2023 mindestens sechs Palästinenser im Westjordanland – ohne dass Strafverfolgungsbehörden aktiv wurden; hunderte Weitere wurden misshandelt und unter Androhung von Waffengewalt vertrieben. Die teils in Begleitung israelischer Soldaten erfolgte Vertreibung und Landnahme im Westjordanland führte dazu, dass 30 Menschenrechtsorganisationen in Israel die internationale Gemeinschaft Ende Oktober dazu aufriefen, eine „vom Staat [Israel] unterstützte Welle der Siedlergewalt“ aufzuhalten. Berichte von Haaretz und Times of Israel belegen die dargestellte Vertreibung.

#### IGH-Urteil zur Siedlungspolitik im Jahr 2024
Am 19. Juli 2024 stufte der Internationale Gerichtshof (IGH) die israelische Siedlungspolitik in den besetzten palästinensischen Gebieten als Verstoß gegen Artikel 49 der Vierten Genfer Konvention ein. Das Gericht forderte die Zahlung von Reparationen und die Rückgabe des seit 1967 von Israel in Besitz genommenen Lands. Der Gerichtshof war Ende Dezember 2022 von der UN-Vollversammlung mit der Erstellung des rechtlich nicht bindenden, aber politisch und diplomatisch bedeutsamen Gutachtens beauftragt worden.

#### Auseinandersetzungen ab der Karwoche 2023
Am 5. April begannen Palästinenser sich in der Al-Aqsa-Moschee zu verbarrikadieren. Es kam daraufhin zu Zusammenstößen mit der israelischen Polizei, die zu Verletzten auf beiden Seiten führte. Die militant-islamistische Terrororganisation Hamas rief daraufhin die Palästinenser auf, „in Massen zur Al-Aksa-Moschee zu strömen, um sie zu verteidigen“. Außerdem begann die Hamas aus dem Gazastreifen heraus mit Raketen auf israelisches Staatsgebiet zu feuern. Die israelische Armee (IDF) wiederum erwiderte den Raketenangriff mit Luftschlägen auf mehrere Einrichtungen der Hamas im Gazastreifen. Auch aus dem Libanon wurden Raketen auf Israel abgefeuert – laut Experten der größte Angriff seit dem Krieg 2006. Im Laufe des 7. April kam es zu Angriffen Israels auf Ziele im Libanon und zum Tod zweier israelischer Frauen im Westjordanland durch einen mutmaßlichen Angriff von Palästinensern. Die Lage galt als angespannt, da Ramadan, Pessach und Ostern aufeinanderfielen. Die UN-Beobachtermission im Libanon (UNIFIL) rief beide Seiten zur Einstellung der Angriffe auf. Im Laufe des Sabbat am 7. April 2025 kam es zu weiteren Anschlägen in Tel Aviv, wobei auch ein Tourist ums Leben kam. Am 8. April kam es dann auch zu einem Beschuss aus Syrien auf die Golanhöhen. Die Verantwortung übernahm eine palästinensische Gruppe, die loyal zur syrischen Regierung stand. Die IDF reagierte mit Angriffen auf militärische Ziele, laut syrischer Seite seien dabei nur Sachschäden entstanden.

#### Gazakrieg in Folge des Terrorangriff der Hamas auf Israel 2023
Die islamistische Terrororganisation Hamas begann am Morgen des 7. Oktober 2023 einen großangelegten Überraschungsangriff auf Israel und feuerte dabei tausende Raketen aus dem Gazastreifen auf Israel ab. Zudem drangen bewaffnete Terroristen der Hamas nach Israel ein und massakrierten und ermordeten dort etwa 1200 Menschen und verschleppten etwa 250 als Geiseln in den Gazastreifen. Israel erklärte daraufhin den Kriegszustand, reagierte mit ein Luftangriffen auf den Gazastreifen und einer Bodenoffensive. Infolge des Gazakrieges kam es auf palästinensischer Seite zu einer großen Zahl an Toten (Ende Mai 2024 rund 36.000) und Verwundeten (über 80.000), mit einem sehr hohen Anteil an Zivilisten. Im Mai 2024 waren rund 1,7 Mio. Menschen – und damit rund drei Viertel der Einwohner des Gazastreifens – Binnenflüchtlinge; viele mussten mehrfach vor den Bombardierungen flüchten. Die humanitäre Lage spitzte sich extrem zu. Die Bombardierungen führten zu großflächigen Zerstörungen des Gazastreifens.

#### Israels Absichten im Westjordanland
Am 18. Juli 2024 verabschiedete das israelische Parlament eine Resolution gegen die Anerkennung eines palästinensischen Staates. In der Resolution heißt es: „Ein palästinensischer Staat würde eine existenzielle Bedrohung für den Staat Israel und seine Bürger darstellen.“
Im November 2024 erklärte Bezalel Smotrich, Finanzminister und auch zuständig für Militärbelange im Westjordanland, nach der Wiederwahl von Donald Trump zum US-Präsidenten, dass „die Zeit gekommen“ sei, das Westjordanland zu übernehmen – und machte damit deutlich, dass Israels Ziele nicht eng auf Widerstandskämpfer abzielte, sondern umfassender waren. Trump hatte eine Anordnung zur Aufhebung der Sanktionen gegen extremistische israelische Siedlergruppen unterzeichnet, die sich der Gewalt gegen Palästinenser schuldig gemacht hatten.

#### IDF-Militäroperation „Eiserne Mauer“ im besetzten Westjordanland
Am 21. Januar 2025, zwei Tage nach dem Waffenstillstand im Gazastreifen, startete die israelische Armee (IDF) die Militäroperation „Eiserne Mauer“ im besetzten Westjordanland. Im Februar 2025 weitete Israel seinen Einsatz aus: Erstmals seit zwei Jahrzehnten drangen israelische Panzer im nördlichen Westjordanland vor. Im Rahmen der Offensive vertrieb die israelische Armee die Menschen aus den drei Flüchtlingslager von Dschenin, Tulkarem und Nur al-Schams mit insgesamt 40.000 Menschen, während Unterkünfte und Infrastruktur zerstört wurden. Das UN-Flüchtlingshilfswerk UNRWA wurde angewiesen, seine Aktivitäten einzustellen.
Nach dem sich die Militäroperation „Eiserne Mauer“ zunächst auf Entvölkerungskampagne in den Flüchtlingslager konzentrierte, weitete sie sich innerhalb von drei Wochen auf das gesamte nördliche Westjordanland aus, einschließlich Tulkarem, Tubas und Nablus. In der Region gab es täglich Luftangriffe, während Soldaten und Quadrocopter wahllos scharfe Munition abfeuern. Die israelischen Operationen weiteten sich auch auf das Zentrum des Westjordanlands auf, angegriffen wurden auch Ramallah, Hebron und Ostjerusalem. Am 15. Februar überfielen verdeckte israelische Streitkräfte das die Innenstadt von Ramallah, nahmen einen Palästinenser fest und erschossen einen anderen. Die israelische Armee setzte dabei, Quadrocopter, Boeing AH-64 Apache-Hubschrauber, IDF Caterpillar D9- und D-10-Bulldozer sowie den neuen Schützenpanzer Eitan APC. Die israelische Armee zielt auch hier, wie im Gazastreifen, auf die zivile Infrastruktur ab, beschädigt Wasser- und Abwasserleitungen und schneidet Wasser, Nahrungsmittel, medizinische Versorgung, Hilfe und Strom ab.
Mit der Militäroperation „Eiserne Mauer“ ebnete Israel den Weg für die vollständige Eroberung dessen, was vom Westjordanland übrig geblieben ist – das, da es auch das von Israel seit dem Sechs-Tage-Krieg (1967) besetzte Ostjerusalem umfasst, weithin als das Zentrum des historischen Palästinas gilt und somit ein kritisches Ziel für Israel ist, das derzeit größtenteils um die Küstengebiete von Tel Aviv und Galiläa herum aufgebaut ist. Die Ziele der Militäroperation waren nicht defensiv, sondern expansionistisch.

## Hauptkonfliktpunkte

### Staatsgrenzen
Das Gebiet eines künftigen palästinensischen Staates und sein Grenzverlauf zu Israel sind ungeklärt und auch unter den Palästinensern selbst umstritten. Da die Araber den UN-Teilungsplan von 1947 (Resolution 181) abgelehnt hatten und Israel einen Großteil der darin vorgesehenen Palästinensergebiete im Palästinakrieg annektierte, reduzierte sich das ursprünglich für einen Palästinenserstaat vorgesehene Gebiet enorm.
Von 1960 bis etwa 1989 strebte die PLO gemäß interner und offizieller Dokumente einen Palästinenserstaat an, der die Gebiete Jordanien, Israel, das Westjordanland und den Gazastreifen einschließen sollte. Die PLO gab die Forderung nach einem Staat auf dem Gebiet Israels 1993 im Oslo-Abkommen auf und erkannte das Existenzrecht Israels 1998 offiziell an. Sie strebt heute einen Staat auf dem Gebiet des gesamten Westjordanlandes und in Gaza mit Ostjerusalem als Hauptstadt an.
Teile der Fatah sowie die islamistischen Organisationen Hamas und Islamischer Dschihad fordern jedoch weiterhin die „Befreiung ganz Palästinas“ einschließlich des Gebietes Israels, also dessen Beseitigung.

### Rückkehrrecht
Unter den Parteien besonders umstritten ist das Rückkehrrecht für die etwa 700.000 palästinensischen Flüchtlinge, die im Zuge der Staatsgründung Israels ihre Heimat verließen, ihr Eigentum verloren haben und nicht mehr zurückkehren durften. Die Palästinenser fordern das Rückkehrrecht für alle damaligen Flüchtlinge (von denen nach ca. 75 Jahren nur noch wenige leben), sowie alle ihre Nachkommen, die heute als Flüchtlinge geführten Palästinenser (etwa 6 Millionen, nach palästinensischen Angaben 8,5 Millionen). Israel verweigert dies und verweist dabei auf das israelische Rückkehrgesetz für Juden aus aller Welt, sowie auf die während Israels Staatsgründung aus den arabischen Ländern ca. 700.000 vertriebenen Juden. Ein Rückkehrrecht sowohl für Juden als auch für Palästinenser, würde zu einer Auflösung des Staates Israel in seiner derzeitigen Konzeption als jüdisch dominierter Staat führen. Ein Rückkehrrecht oder eine Entschädigung für die arabischen Palästinenser sei zudem undenkbar.
Die Palästinenser im Gazastreifen und im Westjordanland werden trotz ihrer Zugehörigkeit zu den Palästinensischen Autonomiegebieten bis heute vom UNRWA mehrheitlich als Flüchtlinge geführt und sind zumeist faktisch staatenlos. Selbiges gilt auch für die Palästinenser, die bis heute in Flüchtlingslagern im Libanon und in Syrien leben. Trotz der schwierigen Lebensbedingungen in den Flüchtlingslagern und den durch Israel besetzten Gebieten findet vor allem in letzteren ein anhaltendes Bevölkerungswachstum statt. Von 1967 bis 2002 stieg die Zahl der Palästinenser in den Gebieten von 450.000 auf 3,3 Millionen. Die Geburtenrate im Gazastreifen gehört seit Jahren zu den höchsten der Welt. Etwa die Hälfte aller Bewohner der besetzten Gebiete und Flüchtlingslager sind unter 15 Jahre alt. Der Soziologe Gunnar Heinsohn sieht darin einen klassischen Fall des Youth Bulges und eines der wesentlichen Probleme des Nahostkonflikts im neuen Jahrtausend. Die hohe Arbeitslosigkeit und Perspektivlosigkeit unter palästinensischen jungen Männern führe zu einer erhöhten Gewaltbereitschaft und einer Anfälligkeit für extremistische Ideologien, woran jedoch nach Ansicht Heinsohns auch ein unabhängiger palästinensischer Staat vorerst nichts ändern würde. Die palästinensischen und arabischen Führer hätten gar kein Interesse, die Feindschaft zu Israel zu beenden, da sie befürchteten, die gewalt- und umsturzbereiten jungen Männer würden sich sonst gegen sie wenden. Die palästinensischen Führer hätten zudem keine Skrupel, die jungen Männer als „Waffe“ einzusetzen. Der Sozialwissenschaftler Samuel Salzborn sieht in einer Verwirklichung des Rückkehrrechts eine „Vernichtung Israels“, die mit dieser Forderung auch intendiert sei. Durch die im internationalen Vergleich unübliche Vererbbarkeit des Flüchtlingsstatus potenziere sich die Zahl der Rückkehrberechtigten und damit auch deren Eigentumsansprüche.

### Jüdische Siedlungen im Westjordanland
Der dritte Streitpunkt ist das Fortbestehen der seit 1967 errichteten Jüdischen Siedlungen in den von Israel besetzten Gebieten; z. Z. leben dort ca. 600.000 Menschen.
Im Ergebnis des Interimsabkommen über das Westjordanland und den Gazastreifen vom 24. September 1995 wurde das Westjordanland in die Gebiete A, B und C, mit jeweils 18 %, 20 % bzw. 62 % der Fläche hinter der „Grünen Linie“ unterteilt. In diesen Gebieten haben die Palästinensische Autonomiebehörde und die Israelische Armee jeweils andere Befugnisse. Vor allem, die im C-Gebiet errichteten 124 Siedlungen und etwa 100 Außenposten, wurden teilweise auf konfiszierten palästinensischen Land gebaut. 1972 lebten dort etwa 1.200, 1993 etwa 110.000 und 2010 bereits 310.000 jüdische Siedler und etwa 150.000 Palästinenser – Israel kontrolliert im C-Gebiet die gesamte Infrastruktur. Die israelische Siedlungspolitik wird von den Palästinensern sowie der internationalen Staatengemeinschaft vehement kritisiert. Die Erwartung Israels, dass die Auflösung verschiedener Siedlungsgebiete – beispielsweise die vollständige Zwangsräumung jüdischer Siedlungen im Gazastreifen – den Friedensprozess entscheidend voranbringen würde, erfüllte sich nicht. Der Gazastreifen wird vielmehr von der palestinensischen Terrororganisation Hamas beherrscht und ist zu deren Zentrale im Kampf gegen Israel geworden. Auch der israelische Rückzug aus dem Süden Libanons am Ende der 80er-Jahre führte nicht zum Frieden in dieser Region, sondern hatte das Erstarken der radikalislamischen Hisbollah zur Folge.
Ende Januar 2009 gelangte die israelische Tageszeitung Haaretz an eine bis zu diesem Zeitpunkt geheim gehaltenen Datenbank mit Informationen zum Bau jüdischer Siedlungen auf palestinensischen Boden. Wegen ihrer politischen Brisanz wurde die darin gespeicherten Informationen bisher vom israelischen Verteidigungsminister Ehud Barak zurückgehalten. Die Datenbank belegt, dass im Westjordanland in 75 % aller Fälle der Bau von Siedlungen – zum Teil in erheblichem Umfang – ohne Genehmigung oder sogar entgegen von Israel erlassenen, gesetzlichen Bestimmungen erfolgte. In über 30 Siedlungen wurden Gebäude und Infrastruktur (Straßen, Schulen, Synagogen, Jeschiwot und auch Polizeistationen) auf dem Privatbesitz von Palästinensern errichtet.

### Trinkwasser

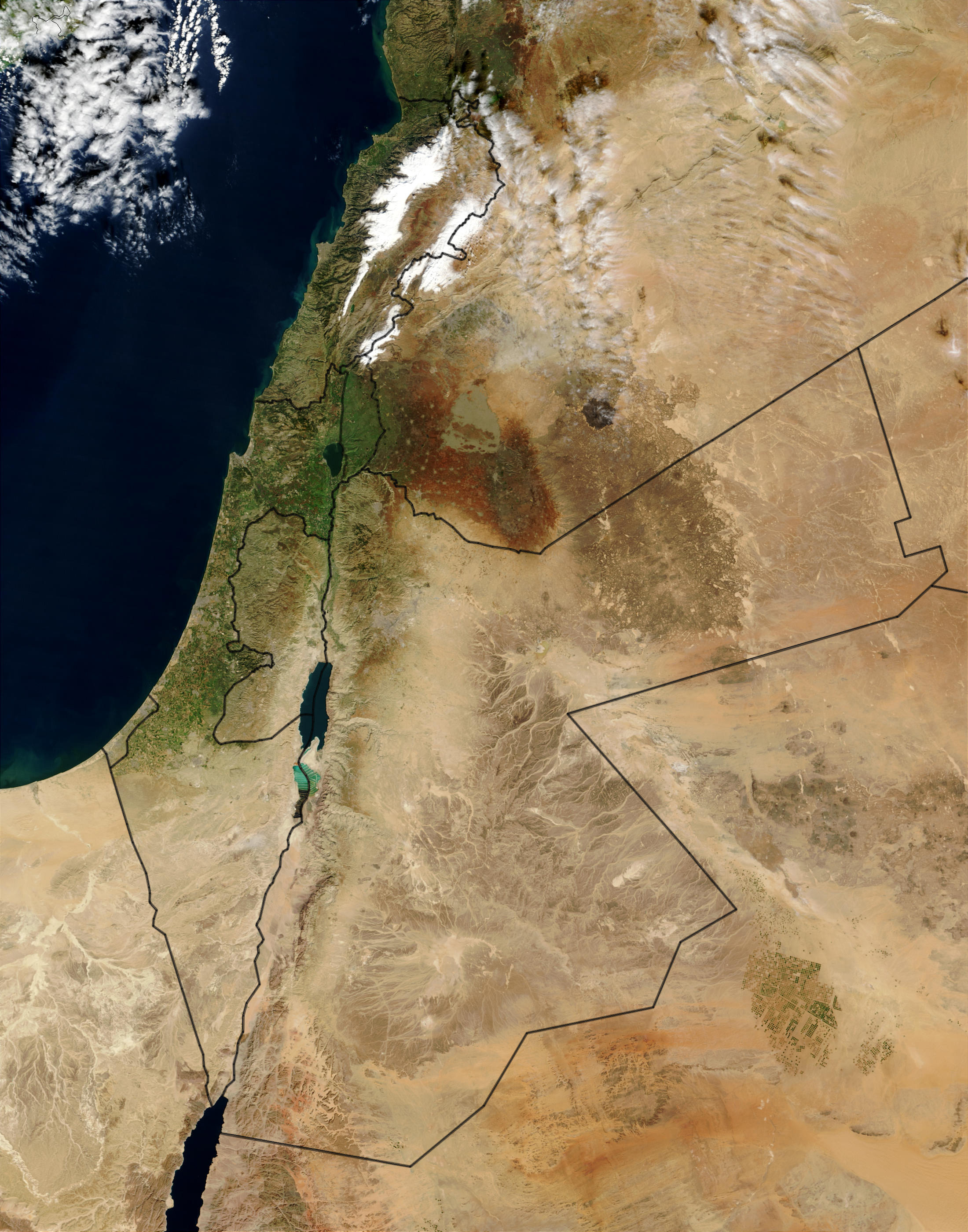
Einige Grenzen Israels sind aufgrund der optimierten Wasserversorgung bereits im Satellitenbild erkenntlich

Der Nahe Osten als aride Region besteht zu 95 % aus Wüstengebieten und besitzt dabei geringe Süßwasservorkommen. Nur wenige Flüsse führen das ganze Jahr über Wasser, die Zahl der unterirdischen Grundwasservorkommen und Aquifere ist begrenzt. Insgesamt stehen der Großregion Naher Osten nur 1 % der weltweit verfügbaren Süßwasserressourcen (bei ca. 5 % der Weltbevölkerung) zur Verfügung, das entspricht einer Pro-Kopf-Verfügbarkeit von 761 Kubikmeter/Jahr (zum Vergleich: die durchschnittliche weltweite Verfügbarkeit liegt bei 6895 Kubikmeter pro Kopf pro Jahr).
Auf Grund von Schätzwerten der Bevölkerungszahl Israels und der besetzten Gebiete ergibt sich hier eine Frischwassermenge von nur knapp über 200 Kubikmetern pro Kopf und Jahr. Die Lage des Gaza-Streifens ist wegen des hohen Bevölkerungswachstums besonders kritisch. Isoliert betrachtet ergibt sich hier ein Wasserangebot von lediglich 27–38 Kubikmetern pro Kopf und Jahr.
Der Jüdische Nationalfonds versucht mit dem Bau von Süßwasserreservoirs dem Verbrauch von Wasser aus dem See Genezareth entgegenzuwirken.
In Israel wurden unter anderem durch Michael Evenari erhebliche Forschungen zur Verbesserung der Wasserversorgung und Optimierung der künstlichen Bewässerung geleistet. Evenari unterstellte den zeitgenössischen Beduinen im Gegensatz zu den Nabatäern, nicht Söhne, sondern durch suboptimale Landnutzung Väter der Wüste zu sein und die lokale Wasserkrise dadurch zu verschlimmern.
Im gesamten Nahen und Mittleren Osten birgt der Zugang zu Süßwasser Konfliktpotential. Genauso sind mögliche kooperative Lösungen eine wichtige Grundlage für die Entwicklung der Gesamtregion. Der grundsätzliche Konflikt, die Jordan-Wasserfrage, wurde bereits 1953 faktisch im Rahmen des Johnston-Plans, eines UN-Kompromissvorschlags, gelöst, an den sich die Anrainer, insbesondere Israel, auch halten. Das Abkommen wurde auf Betreiben der Arabischen Liga nie offiziell ratifiziert, da man jedwede vertragliche Übereinkunft als Anerkennung Israels betrachtete. In Wasserfragen kam es ebenfalls sehr früh zu einem inoffiziellen und intensiv fortgesetzten bilateralen Dialog zwischen Jordanien und Israel. Im Gegensatz dazu gilt die syrische Absicht, das Wasser des Jordan durch Umleitung der nicht auf israelischem Gebiet liegenden Quellflüsse Banyas und Hasbani vermehrt selbst zu nutzen, als ein Auslöser des Sechstagekrieges.

### Jerusalemfrage
Ein weiteres ungelöstes Problem ist der zukünftige Status von Jerusalem, das beide Seiten als Hauptstadt beanspruchen, jedoch vom Staat Israel annektiert ist.
Der Nahostkonflikt hat für viele involvierte Menschen auf beiden Seiten und sicher auch für manche Beobachter eine starke religiöse Komponente. Jerusalem ist eine heilige Stadt für Juden, Muslime und Christen.
Den Tempelberg, auf dem bis 70 n. Chr. der Jerusalemer Tempel stand, und dessen westliche Außenmauer – die sogenannte Klagemauer, die heute das wichtigste Heiligtum des Judentums ist – wollen zahlreiche jüdische Israelis aus religiösen Gründen nicht aus der Hand geben. Sie verbinden mit der Rückkehr ins Heilige Land und der Eroberung Jerusalems 1967 die Verheißungen der Tora und das Warten auf den Messias. Die Besiedelung der heiligen Stätten wie Hebron im Westjordanland wäre ohne religiöse Motivation nicht in diesem Ausmaß möglich gewesen.
Es gibt tora- bzw. bibelgläubige Juden und Christen, die in den Ereignissen im Nahen Osten eine Erfüllung göttlicher Prophezeiungen sehen. So zitiert der christliche Hänssler Verlag den biblischen Autor Sacharja (etwa 500 v. Chr.): »Ich will Jerusalem zum Taumelbecher zurichten für alle Völker ringsumher« (Sacharja 12, 1). Zudem wird auf eine ältere Schrift von Ezechiel hingewiesen, die von der Rückkehr der Juden in ihr Land »aus allen Völkern« (Ezechiel 34) spricht. Eine weitere Bibelstelle führen nur die Christen an, da es sich um ein Zitat aus dem Neuen Testament handelt, das bei den Juden nicht zu den Heiligen Schriften zählt: Paulus spricht in Römer 11 von Gottes Gnade für Israel. Arabische Christen und antizionistische Juden teilen diese Auffassung allerdings nicht.
Der Felsendom, der sich in Ost-Jerusalem befindet, stellt für Muslime ein besonderes Heiligtum dar. Für radikale Muslime ist schon die Existenz Israels ein Problem, denn ein Gebiet, das einst zum Einflussbereich des Islam gehörte, könne nicht „Ungläubigen“ überlassen werden.
Wichtigstes Anliegen der muslimischen Palästinenser ist Jerusalem als Hauptstadt eines eigenen Staates mit dem Tempelberg als Mittelpunkt. Sie stützen sich dabei auf die bereits frühomayadische Überlieferung, dass, der Erzählung nach, in der Sure 17, Vers 1–2 des Korans, die Zusammenkunft Mohammeds mit Allah in Begleitung des Erzengels Gabriel sowie die Himmelfahrt Mohammeds am Standort des heutigen Felsendomes auf dem Tempelberg stattgefunden haben soll.
Das in den Amarna-Briefen erwähnte Uruschalim verfügte bereits Jahrhunderte vor der Inbesitznahme durch die Israeliten über einen jebusitischen (kanaanitischen) Haupttempel. Es war somit damals schon nicht nur ein politischer, sondern auch ein religiöser Mittelpunkt.
Im Konfliktgebiet präsentieren sich daher der Konflikt und seine Lösungsmöglichkeiten verschieden je nach Anwendung der Prinzipien des Selbstbestimmungsrechtes der heute dort ansässigen Bevölkerung allein aufgrund der demographischen Verhältnisse oder unter Anwendung historischer bzw. historisch-religiöser Überlegungen. Da nicht einmal über die anzuwendenden maßgebenden Kriterien auf beiden Seiten Einigkeit besteht, bzw. jede Seite die ihr am meisten bei der Argumentation nützenden Grundsätze als maßgebend postuliert, ist der langandauernde und zähe Konflikt erklärbar. Er wird sogar noch weiter geschürt, indem fortlaufend neue Fakten vor Ort geschaffen werden. Als Beispiel wird häufig das Errichten neuer israelischer Siedlungen im Westjordanland genannt. Demgegenüber werden von israelischer Seite Ängste geäußert, die insgesamt deutlich stärkere Geburtenrate der Araber würde auf lange Sicht die bestehende demografische Situation ändern und zu einem arabischen Übergewicht führen. Dem wird jedoch oft die ebenfalls hohe Geburtenrate in den jüdischen Siedlungen im Westjordanland entgegengesetzt. Diese und auch noch andere Argumente erschweren eine Konsenslösung um das Errichten zweier gleichberechtigter Staaten nebeneinander.

### Sicherheitsfrage
Weitere Bedenken bestehen auf israelischer Seite, ob eine künftige palästinensische Regierung die Sicherheit des jüdischen Staates und seiner Bürger gewähren kann. In der Vergangenheit kam es immer wieder zu Angriffen aus dem Gaza-Streifen, bei dem Raketen abgeschossen wurden, die auf israelischem Gebiet einschlugen. Zudem gab es auf israelischer Seite zahlreiche Tote durch Selbstmordanschläge zu beklagen, die in palästinensischem Gebiet vorbereitet worden waren.

### Kulturelle Identität
Einer Hypothese nach steht auch ein mit dem Frieden drohender Identitätsverlust auf beiden Seiten einer baldigen Lösung im Weg. Neben den religiösen und territorialen Aspekten benötigen beide Bevölkerungsgruppen das jeweils andere Feindbild zur eigenen Identitätsbildung.

## Lösungsmöglichkeiten

### Einstaatenlösung
Die Ein-Staat-Lösung (oder binationale Lösung) sieht vor, dass aus den jetzigen Gebieten Israel, Westjordanland und Gaza-Streifen ein einheitlicher demokratischer und säkularer Staat gebildet wird, in dem Juden und Araber die Staatsbürgerschaft und dieselben Rechte und Pflichten haben. Die verschiedenen Konzepte einer Ein-Staat-Lösung reichen von einem Einheitsstaat, einem föderalen Staat bis zu einer losen Konföderation.

### Zweistaatenlösung
Die Zweistaatenlösung sieht vor, dass zwei Staaten für zwei Völker entstehen und entspricht dem UN-Teilungsplan für Palästina von 1947. Dabei wird ein unabhängiger Staat Palästina neben dem Staat Israel westlich des Jordan gegründet. Die Grenze zwischen den beiden Staaten wäre noch in Verhandlungen festzulegen.

### Dreistaatenlösung
Die Dreistaatenlösung sieht vor, die Kontrolle eines Teils des Westjordanlandes an Jordanien sowie die des Gazastreifens an Ägypten zu übertragen.
Ein anderes Konzept mit diesem Namen sieht – neben Israel – zwei palästinensische Staaten vor: einen im Westjordanland und einen im Gazastreifen.

## Lösungsversuche
Es gab bereits zahlreiche Versuche, eine Lösung des Konflikts friedlich herbeizuführen. Daran waren neben den direkt beteiligten Akteuren vor allem die Länder und Organisationen des Nahost-Quartetts beteiligt, nämlich die USA, Russland, die EU und die UNO. Jedoch konnten diese Verhandlungen bisher nicht mehr als einige Zugeständnisse unter den Konfliktparteien erreichen – ein Frieden in der Region ist also weiterhin nicht in Sicht.
Die wichtigsten Friedensverhandlungen und -verträge waren das Camp-David-Abkommen, die sogenannten Oslo-Friedensprozesse, der israelisch-ägyptische Friedensvertrag, Camp David II, die Prinzipienerklärung über die vorübergehende Selbstverwaltung, der israelisch-jordanische Friedensvertrag, das Gaza-Jericho-Abkommen, der Konvergenz-Plan und das Interimsabkommen über das Westjordanland und den Gazastreifen. Wichtige Rahmenbedingungen für einen Frieden in der Region wurden außerdem in der Roadmap festgeschrieben.

## Deutungskonflikte
Neben dem Realkonflikt zwischen den beiden Nationalismen, die jeweils Anspruch auf dasselbe Territorium erheben und der größtenteils in eben diesem Territorium ausgefochten wird, bestehen weltweit akademische Debatten über die Deutung des Nahostkonflikts – wie der amerikanische Rechtswissenschaftler Kenneth S. Stern schrieb, ein „Konflikt über den Konflikt“. Dieser Deutungskonflikt wird mit oft großer Schärfe und in politisch-moralisch aufgeladener Terminologie ausgefochten, die der anderen Seite die Legitimität abspricht: So argumentieren Befürworter der palästinensischen Seite, der Zionismus sei ein kolonialistisches Projekt, insofern aus Europa stammende, also „weiße“ Siedler der indigenen arabischen Bevölkerung das Land weggenommen hätten; die Rechtsungleichheit der Bewohner der israelisch besetzten Gebiete wird als Verstoß gegen das völkerrechtlich festgeschriebene Apartheidsverbot kritisiert. Vonseiten israelfreundlicher Beobachter dagegen werden diese und andere Vorwürfe gegen die israelische Politik als israelbezogener Antisemitismus delegitimiert. Wo dieser beginnt, das heißt, welche Kritik noch als zulässig gelten kann, ist ebenfalls sehr umstritten. Die Antisemitismus-Definition der International Holocaust Remembrance Alliance (2016) inkludiert explizit israelkritische und antizionistische Positionen wie die Kampagne Boycott, Divestment and Sanctions, wohingegen die Jerusalemer Erklärung zum Antisemitismus (2021) diese als nicht zwingend antisemitisch beschreibt. Andere Forscher weisen Vorwürfe israelbezogenen Antisemitismus scharf zurück und deuten sie als strategisch motivierte Herrschaftstechnik der israelischen Regierung und ihrer Unterstützer.